# Stargard

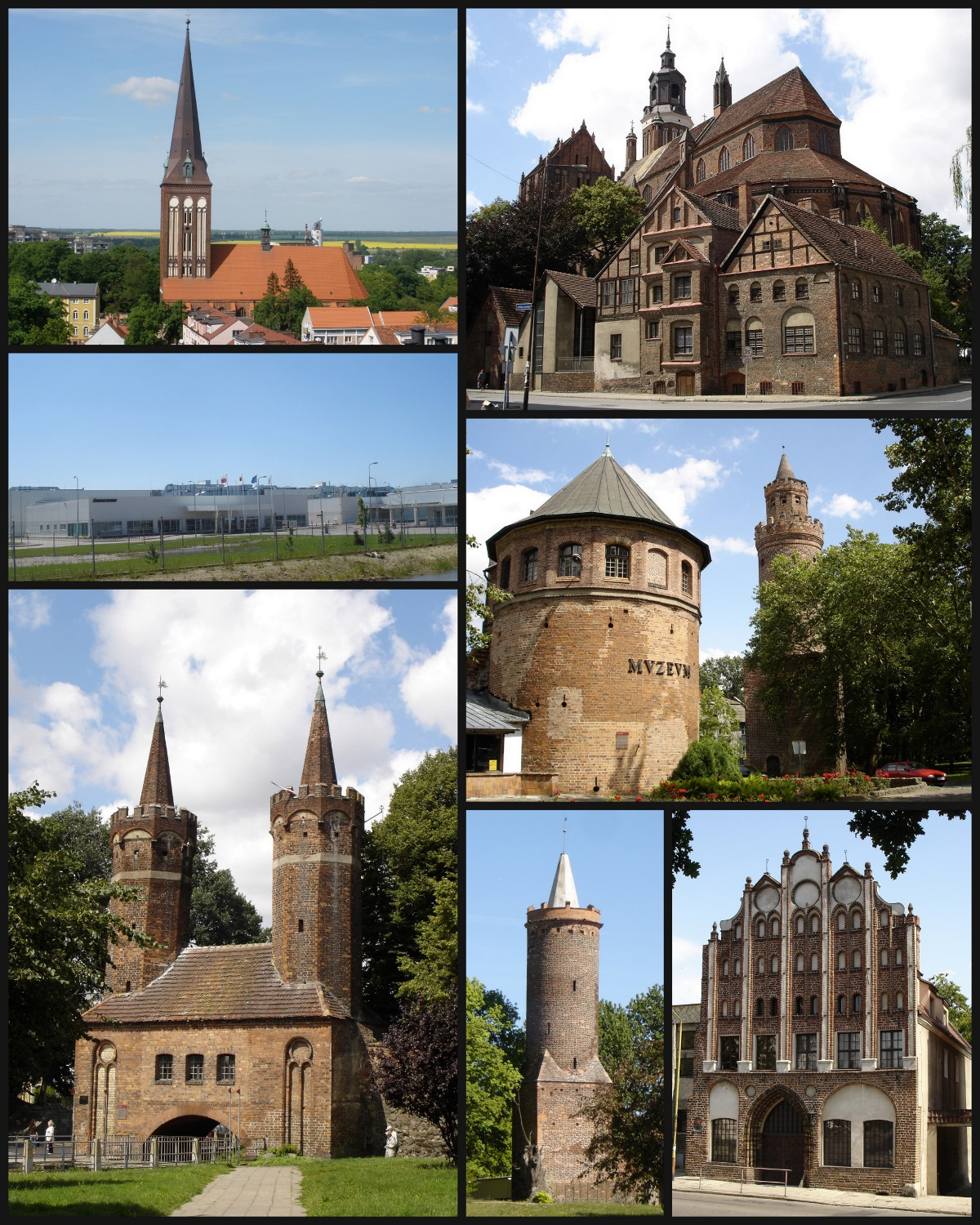

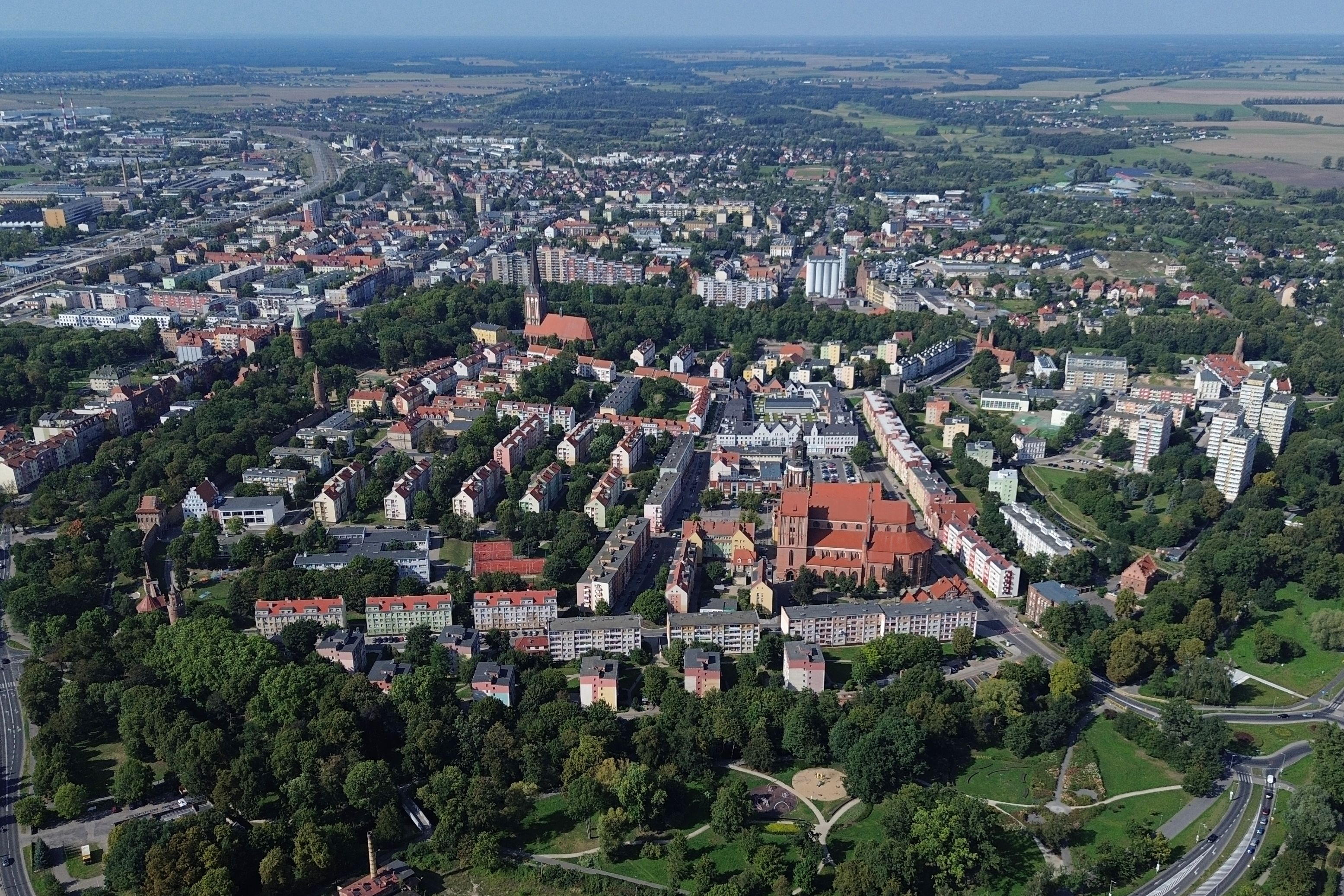
Altstadt von Stargard

Stargard (deutsch Stargard in Pommern, 1950–2015 polnisch Stargard Szczeciński [ˈstarɡart ʂʈ͡ʂɛˈʨiɲskii]) ist eine Stadt in der polnischen Woiwodschaft Westpommern. Sie ist Sitz der gleichnamigen Landgemeinde und des Powiat Stargardzki (Stargarder Kreis) sowie Teil der Agglomeration Stettin.

## Geographie

### Lage
Stargard liegt in Hinterpommern, am linken Ufer des Flusses Ina (Ihna), in etwa 20 m n.p.m. Höhe. Zehn Kilometer westlich liegt der 36 Quadratkilometer große Jezioro Miedwie (Madüsee), Zentrum der Stettiner Seenplatte, 32 Kilometer östlich von Stettin (Szczecin).
Durch Stargard verläuft der 15. Längengrad (Meridian), so dass hier die wahre Ortszeit der Mitteleuropäischen Zeit entspricht.

### Stadtgliederung
Die Stadt ist in folgende Stadtteile unterteilt:
| - Stare Miasto (Altstadt) - Burzykowo (Buslar) - Giżynek (Giesenfelde) - Kluczewo (Klützow) - Mokrzyca (Neu York) - Mroczeń (Neu Mexico) - Osetno (Stuthof) |  | - Przedmieście Barnimowskie (Louisen Bez.) - Przedmieście Poznańskie (Friedrich Wilhelm Bez.) - Przedmieście Szczecińskie (Stettiner Vorstadt) - Pszczelnik (Lindenhof) - Słotnica (Schlötenitz) - Zarzecze - Żródelnia |

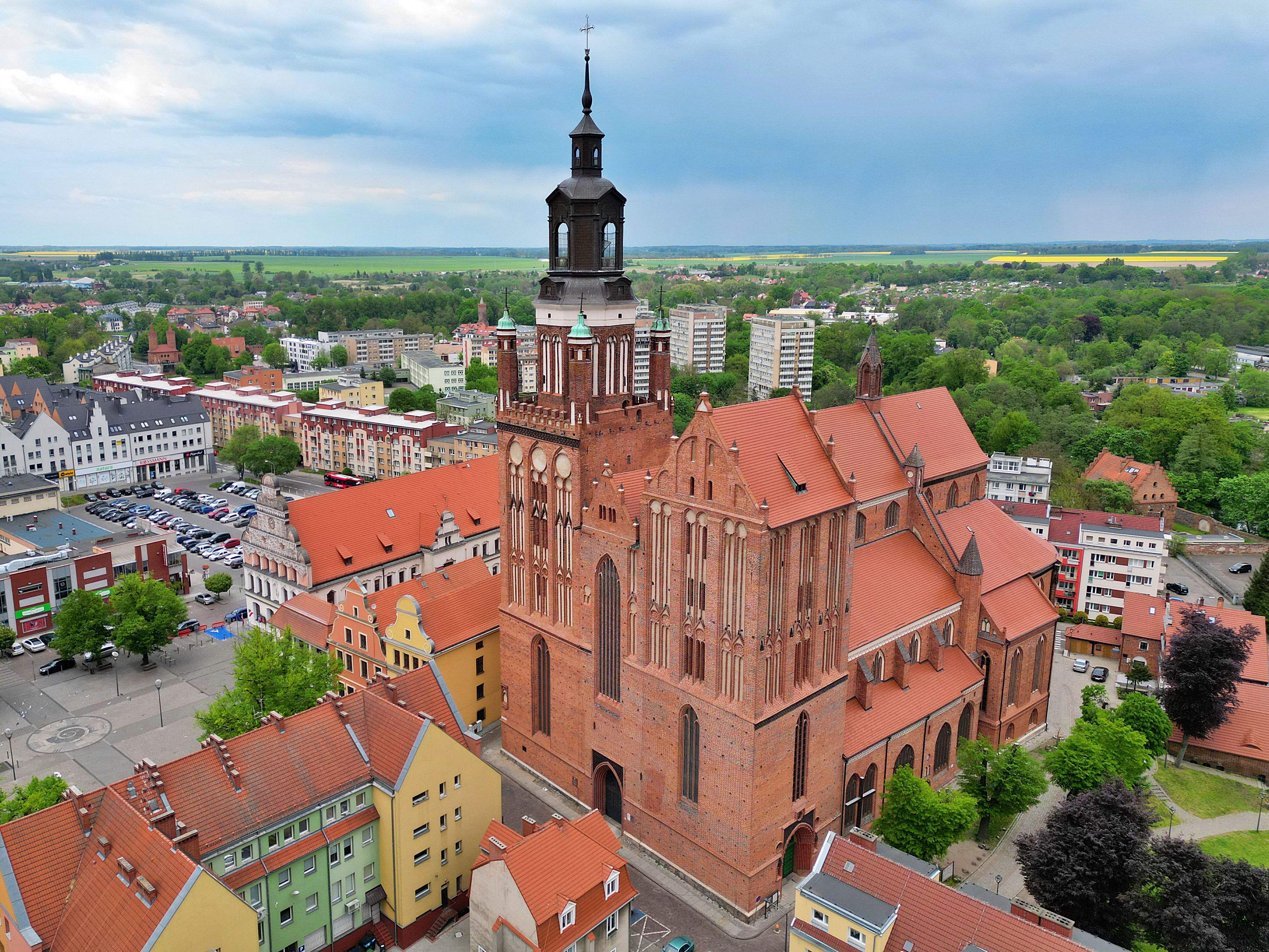
Marienkirche

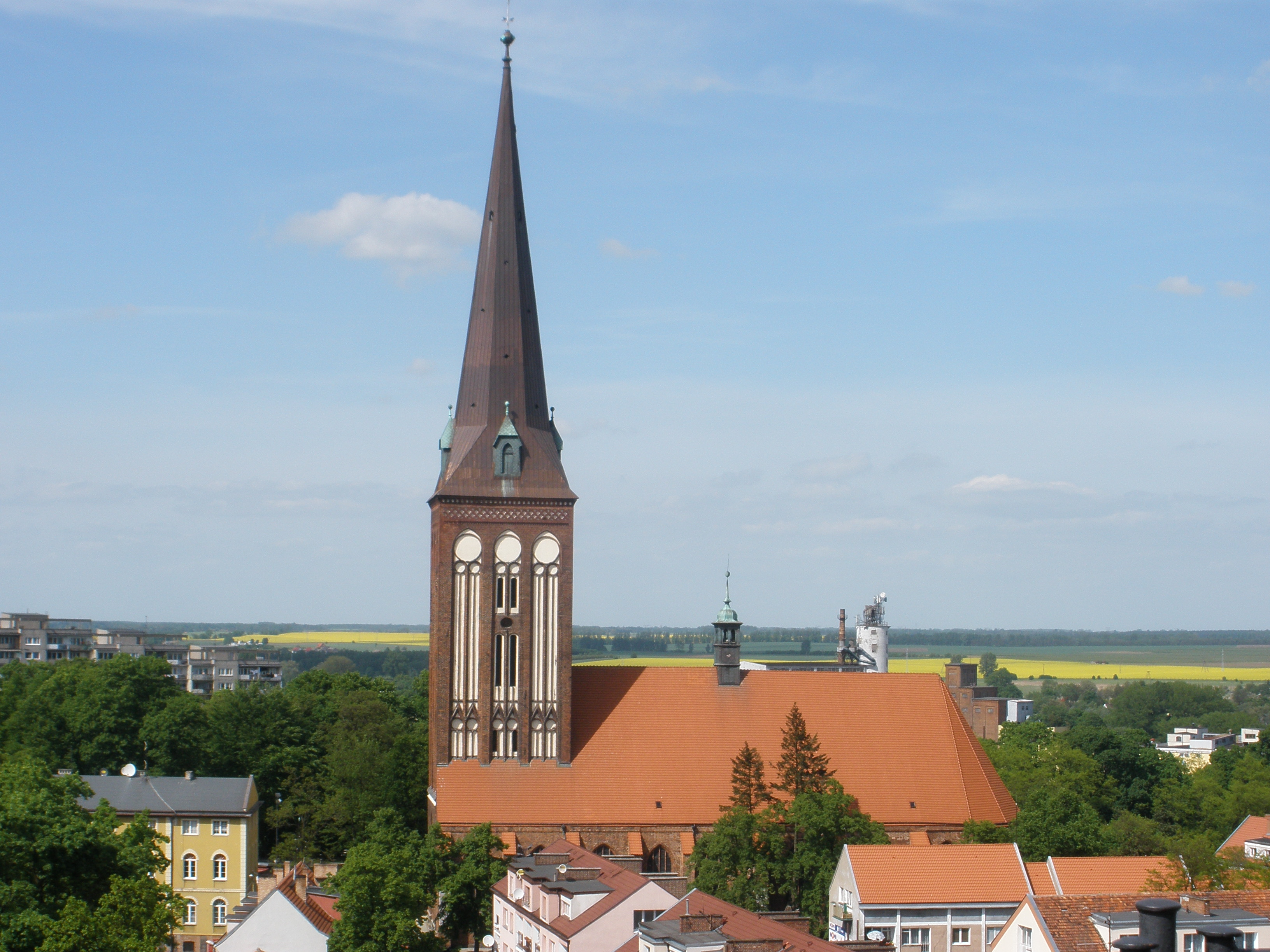
Johanniskirche

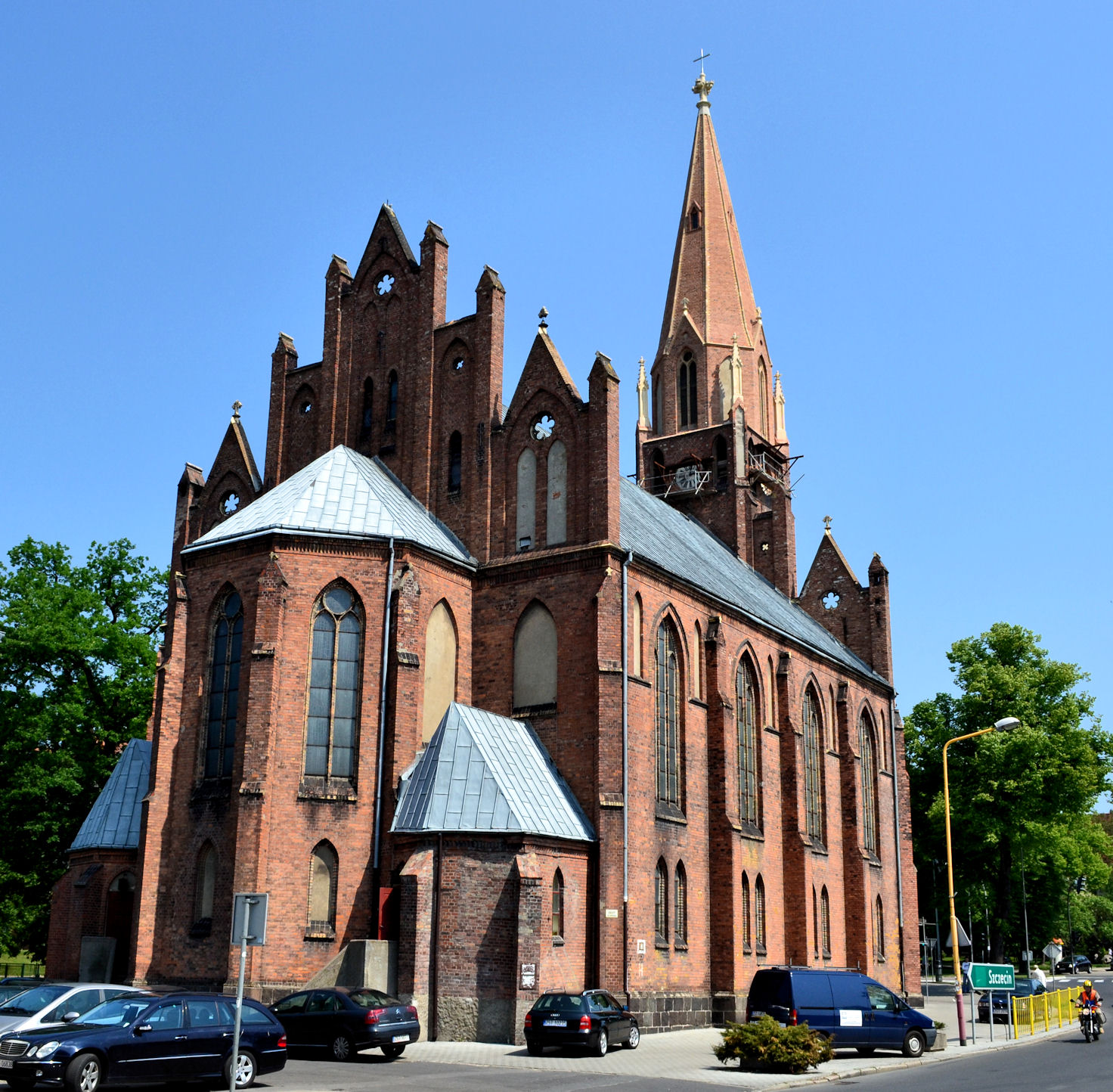
Heilig-Geist-Kirche

Im äußersten Südwesten des Stadtgebietes liegt die Wüstung Hufenitz.

## Geschichte

### 1140 bis 1800

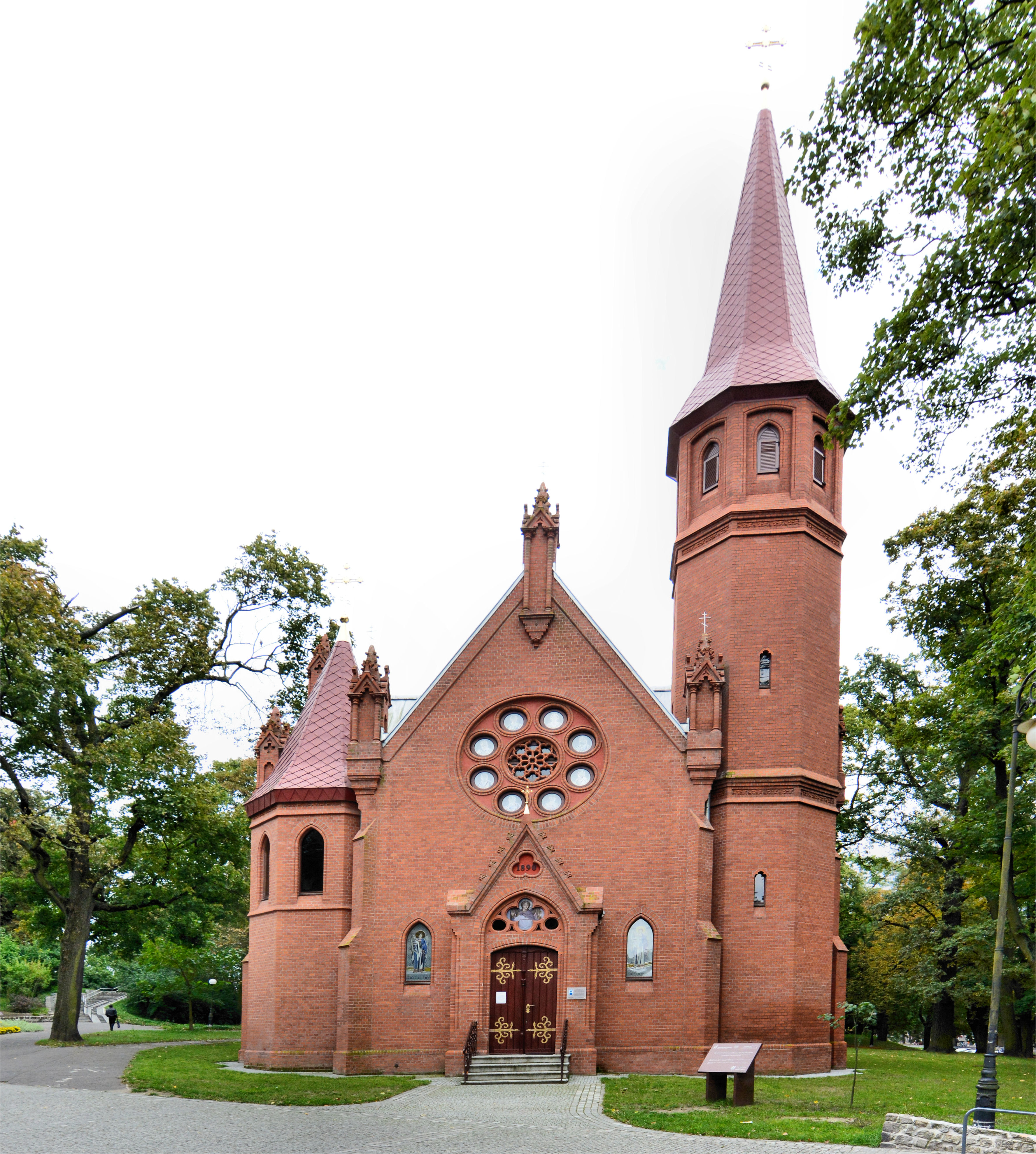
Orthodoxe Kirche

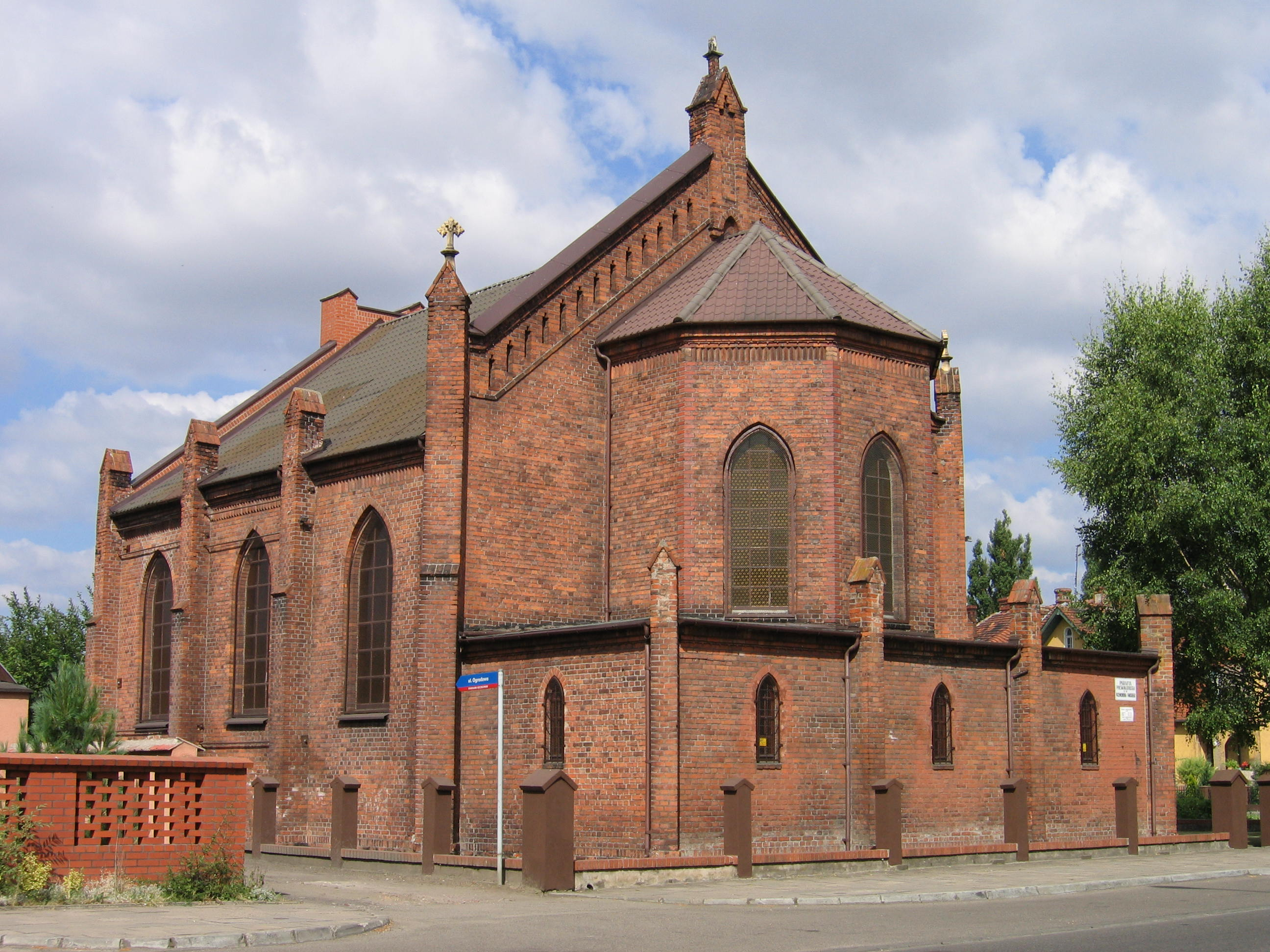
Kirche der Verklärung

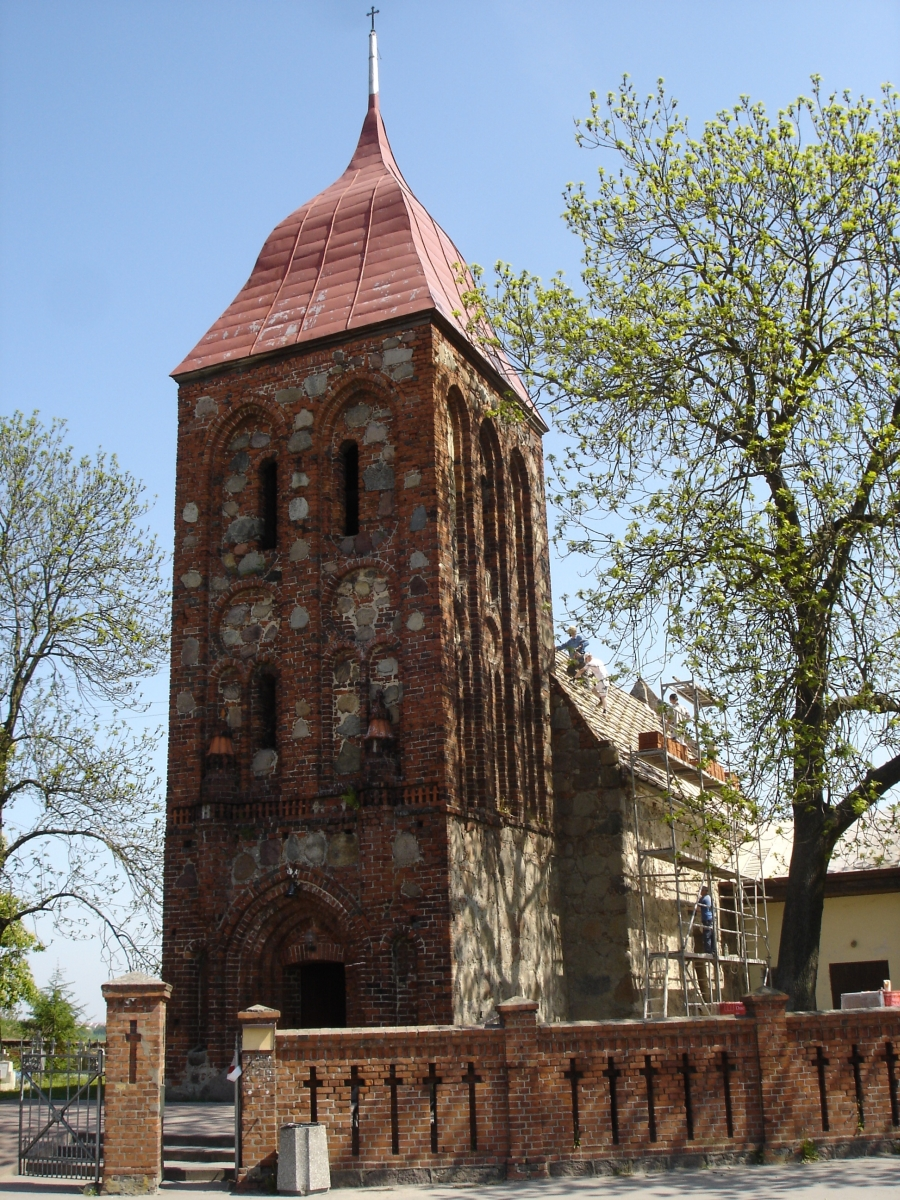
Heilig-Kreuz-Kirche

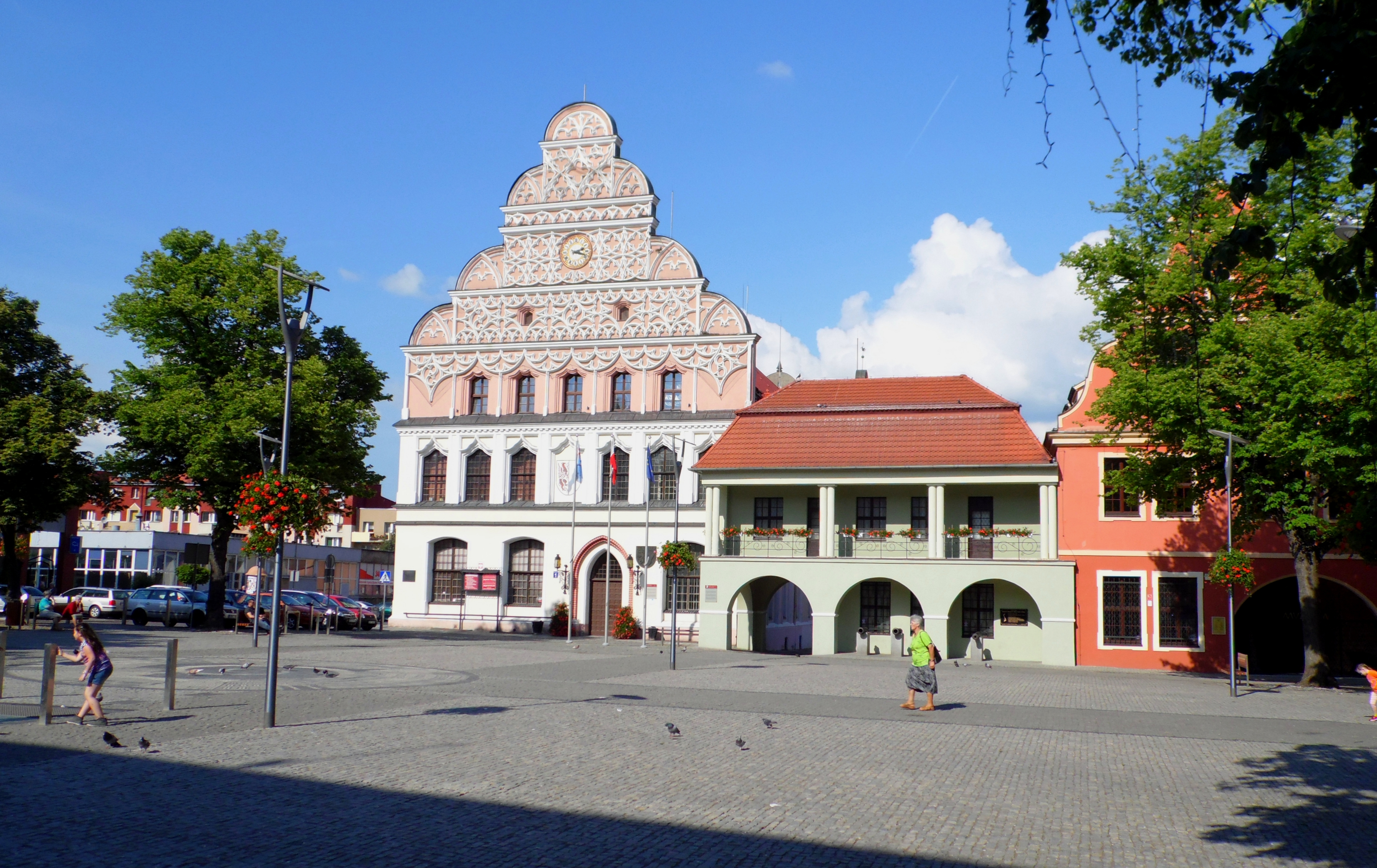
Stargarder Rathaus mit Alter Wache

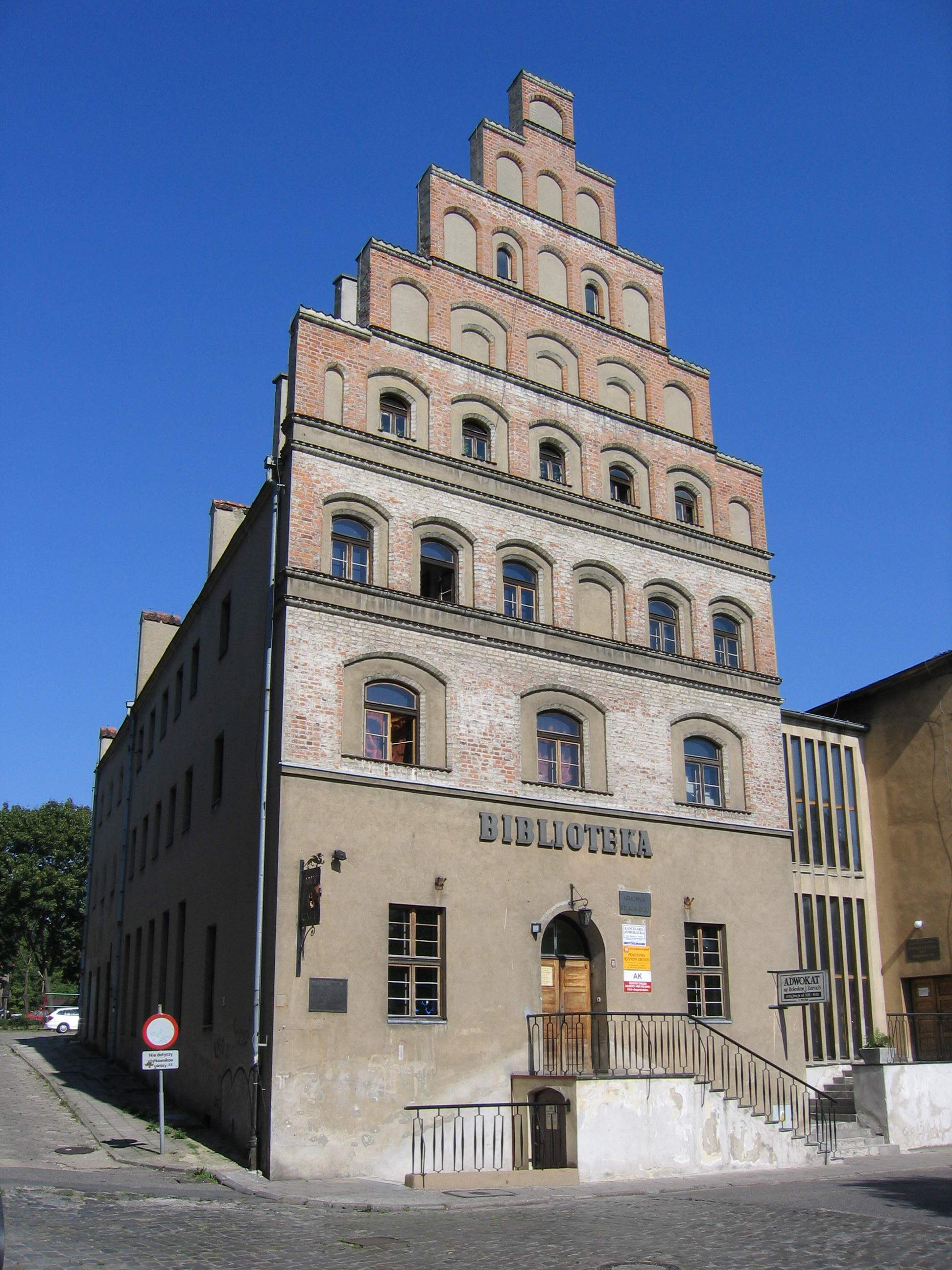
Stadtbibliothek im Rohlederhaus

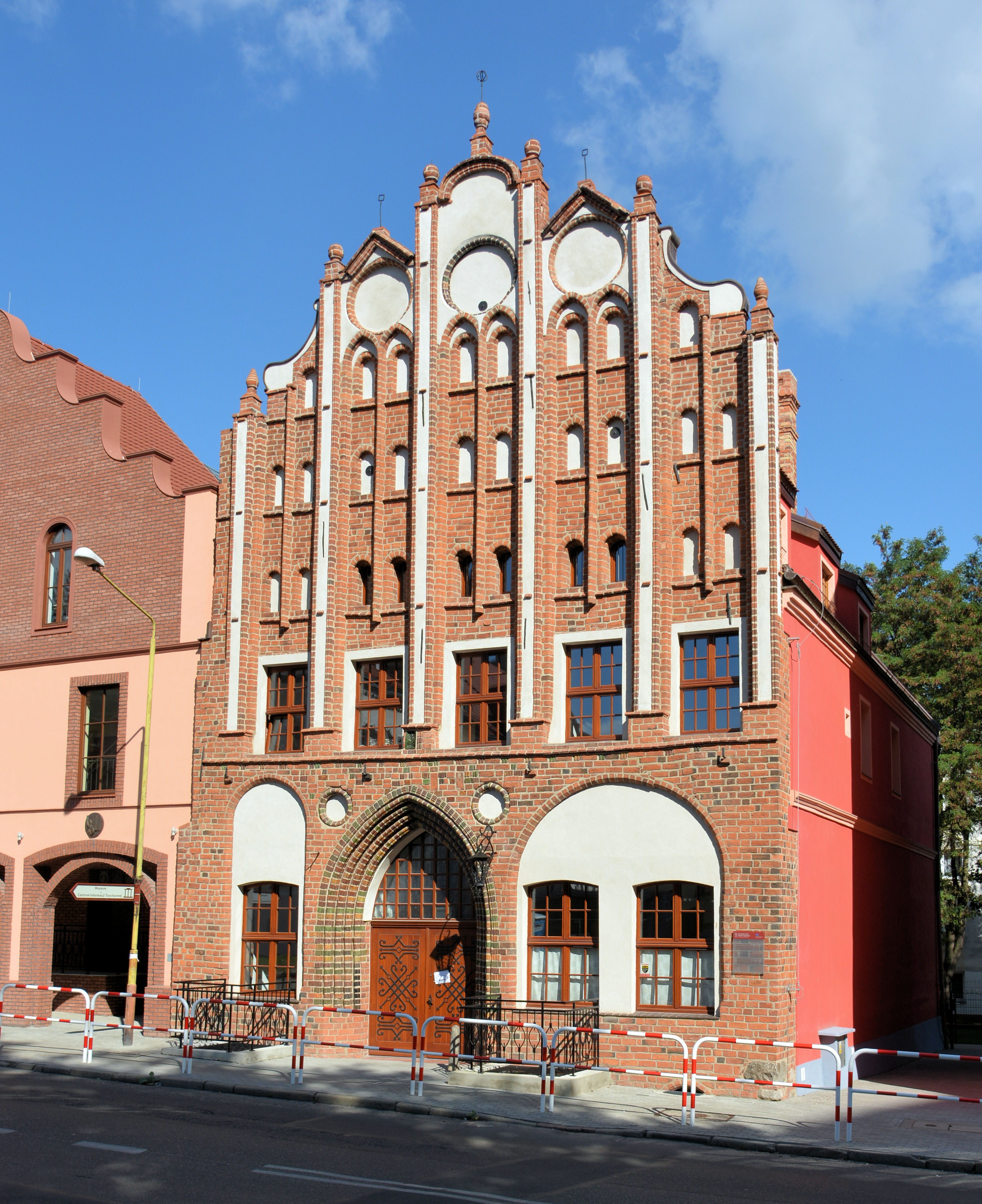
Protzenhaus

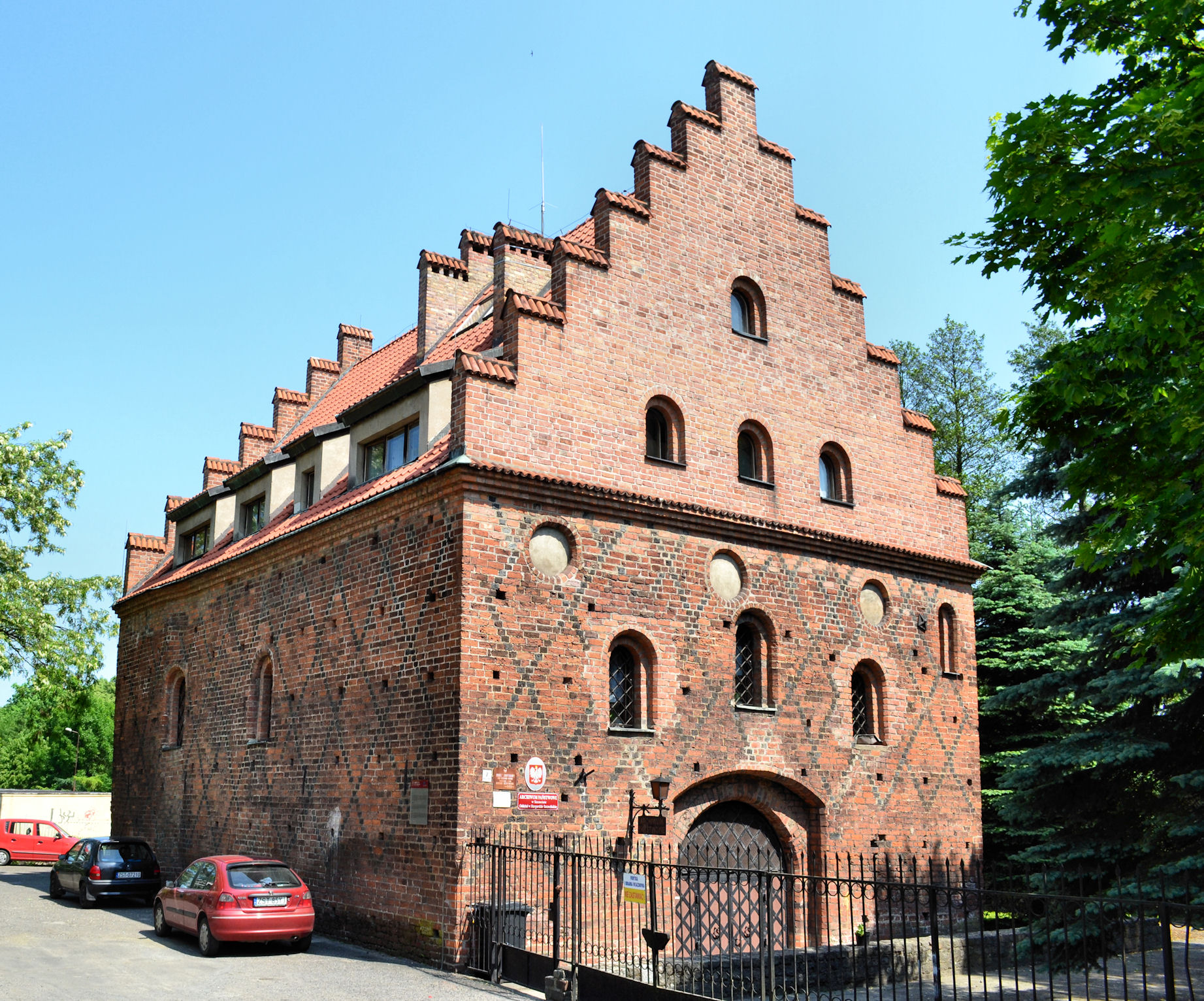
Zeughaus

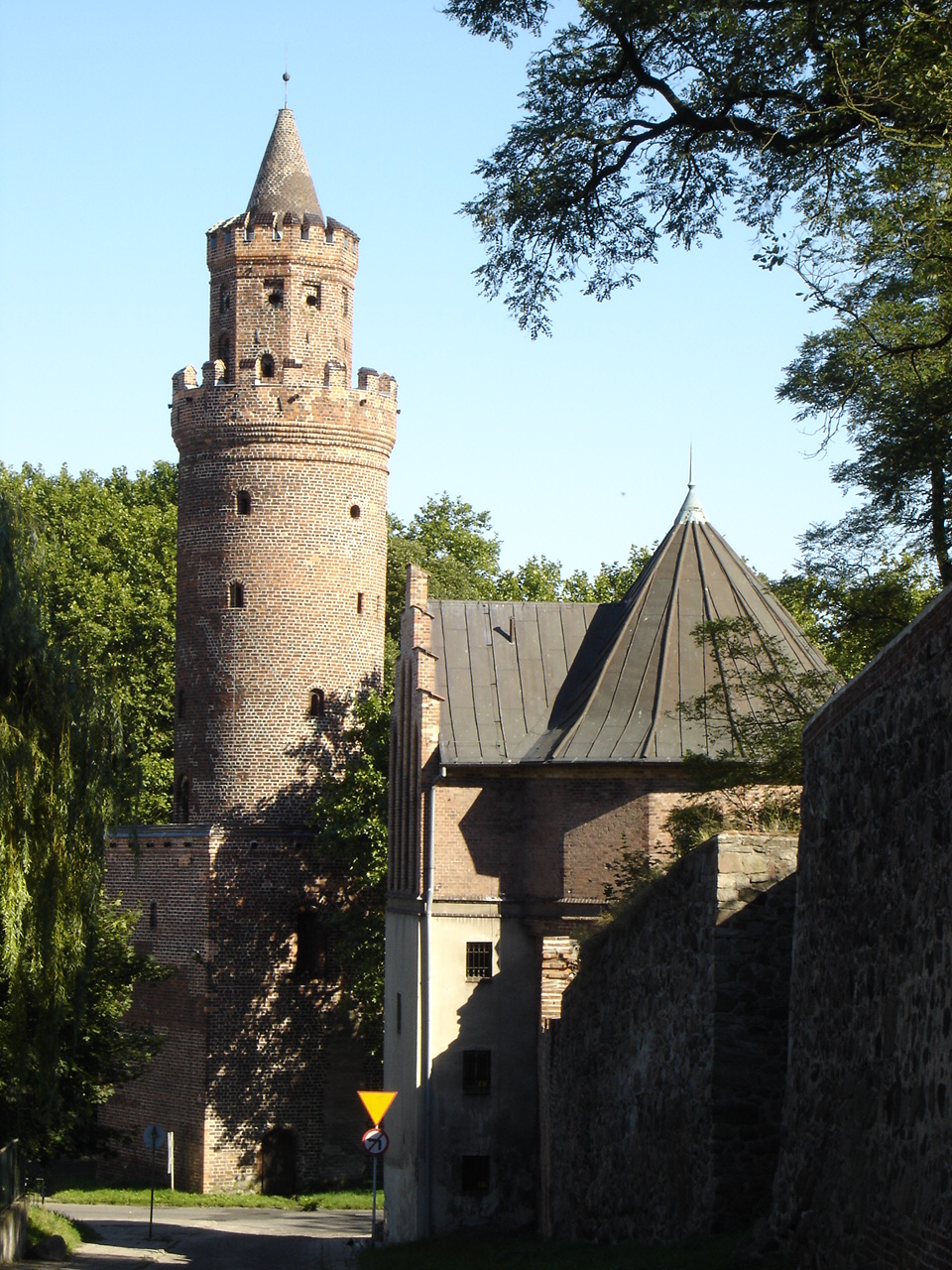
Eisturm, (auch Weberturm oder Tuchmacherturm)

Stargard ist eine der ältesten pommerschen Städte, schon 1140 wird ein „castrum Stargord“ erwähnt (slawisch stari gord, das heißt alte Burg oder Altstadt). Die Lage der slawischen Burg steht nicht fest. Im 8. Jahrhundert hatte sich einige Kilometer südlich des heutigen Stadtzentrums die slawische Siedlung Osetno entwickelt. In ihrer Nachbarschaft entstand durch Zuwanderung von deutschen Siedlern eine neue Ortschaft, die sich ab 1229 mit einer Wehranlage versehen mit drei Türmen und vier Toren umgab. Der pommersche Herzog Barnim I. verlieh ihr 1243 oder 1253 das Magdeburger Stadtrecht. Sein Nachfolger Bogislaw IV. gewährte der Stadt 1294 als Ausgleich für das von den Polen zerstörte Schloss freie Schifffahrt über die Ihna bis zur Ostsee.
Als 1295 das Herzogtum Pommern geteilt wurde und Stargard zu Pommern-Wolgast kam, wurde der Stadt das dort vorherrschende lübische Stadtrecht übertragen. Am 8. Juni 1372 wurde in Stargard der Teilungsvertrag von Pommern-Wolgast durch die Herzöge Wartislaw VI. und Bogislaw VI. geschlossen. Stargard selbst war inzwischen unter die Regentschaft von Pommern-Stettin gekommen.

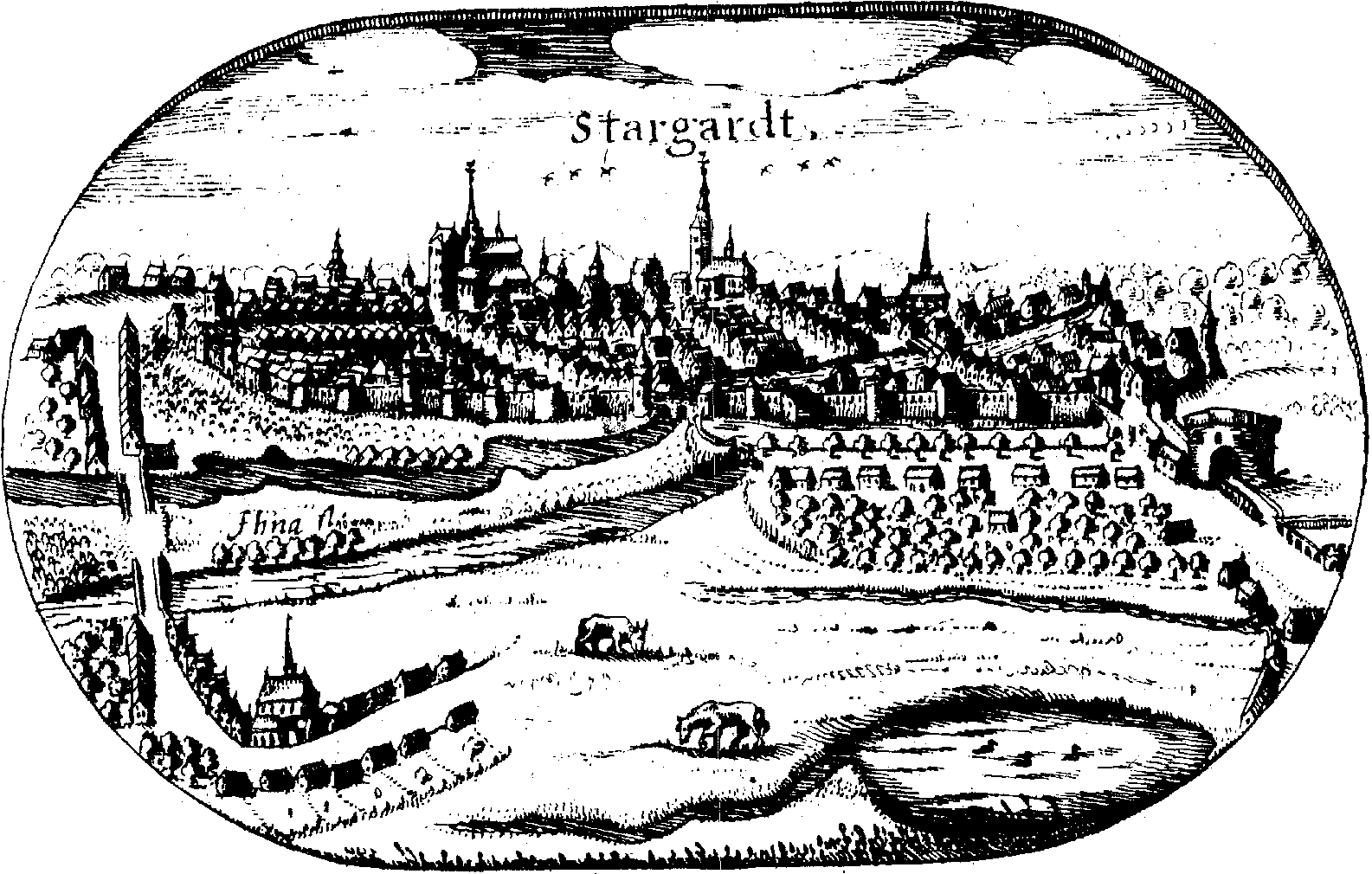
Stargard auf der Lubinschen Karte von 1618
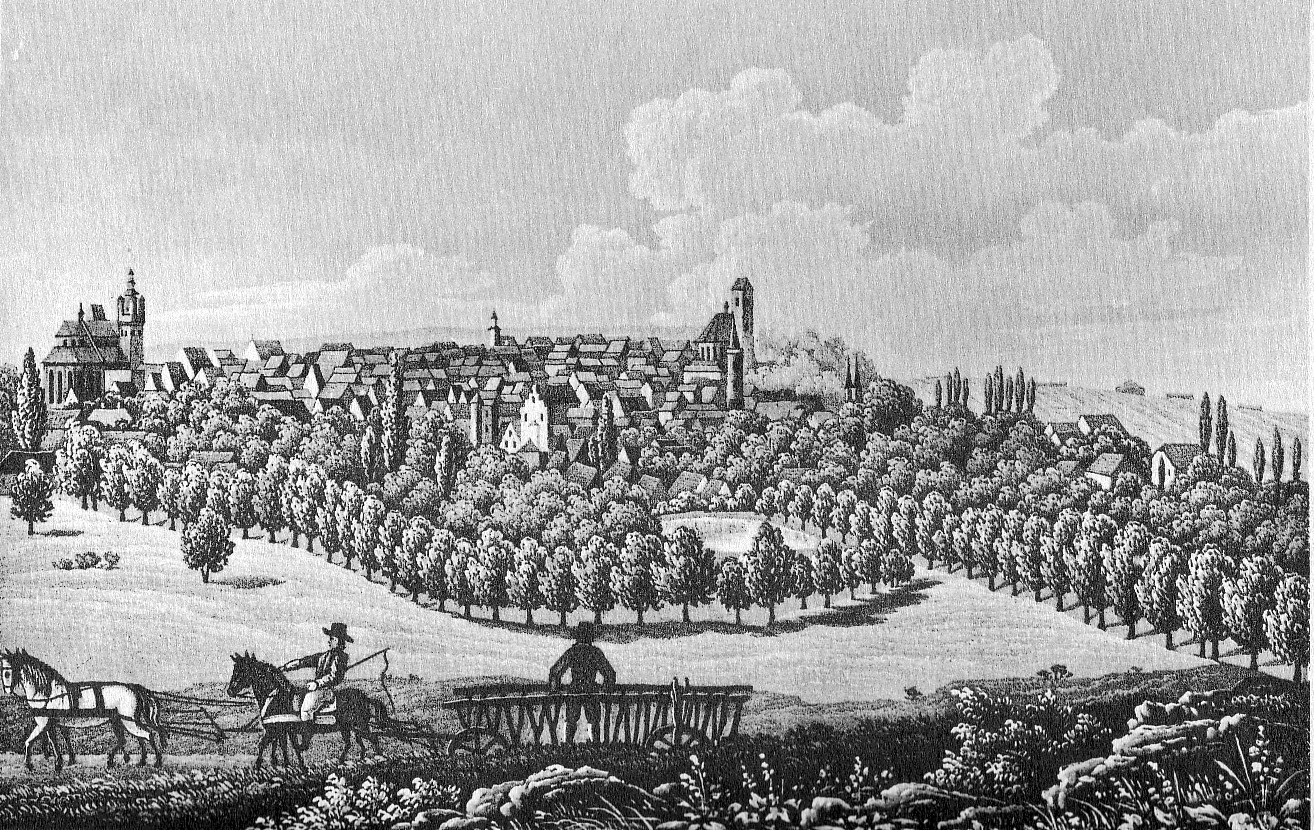
Ansicht um 1850
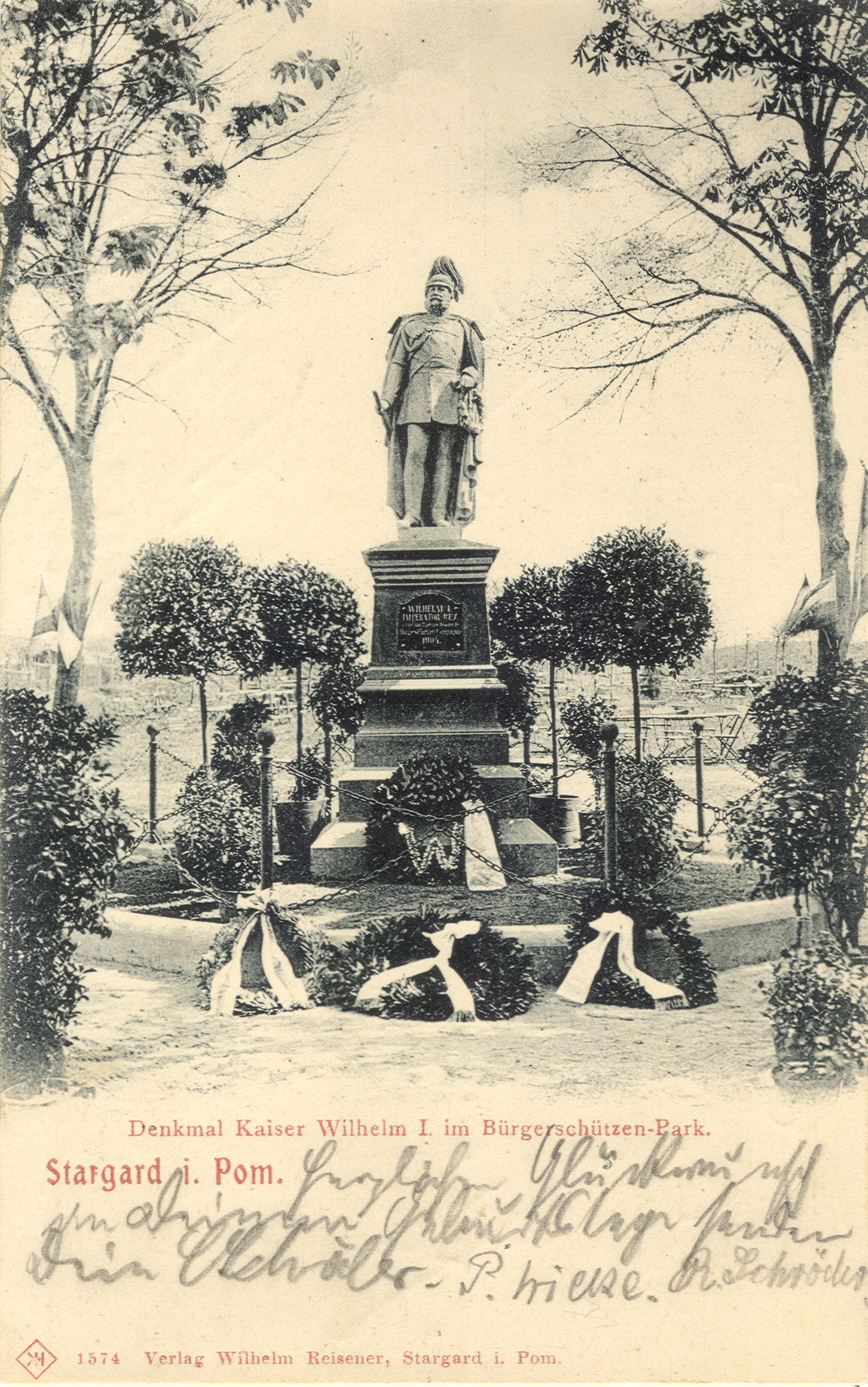
Denkmal Kaiser Wilhelms I. (1945 zerstört)

Die Stadt, die sich zu einem bedeutenden Handelsplatz entwickelt hatte, war bereits 1363 der Hanse beigetreten. Gehandelt wurde hauptsächlich mit Getreide. Darüber kam es mit Stettin zu Streitigkeiten, die 1428 so weit eskalierten, dass Stargard von Stettiner Freischärlern überfallen und geplündert wurde. Die Pommernherzöge Bogislaw VIII. und sein Sohn Bogislaw IX. machten in der ersten Hälfte des 15. Jahrhunderts Stargard zu ihrer Residenz. 1524 leitete Johannes Knipstro in Stargard die Reformation ein. 1633 wurde die protestantische Lehranstalt Collegium Groeningianum eröffnet. Im Dreißigjährigen Krieg verminderte sich der Wohlstand der Stadt durch wechselnde Besetzungen und Kämpfe der Kaiserlichen mit den Schweden.
1635 wurden durch einen Großbrand weite Stadtteile zerstört. Auch das Gröningsche Collegium brannte ab. Nach dem Aussterben des pommerschen Herzoghauses kam Stargard 1648 durch den Westfälischen Frieden mit Hinterpommern an Brandenburg. 33 Jahre nach seiner Zerstörung wurde das Gröningsche Collegium unter Kurfürst Friedrich Wilhelm neu aufgebaut und 1668 wieder eröffnet. Stargard wurde die Hauptstadt von Hinterpommern, hatte aber schwere Nachteile im Handel wegen der Zölle, die Schweden an der Mündung der Ihna in die Oder erhob. 1657 geriet Stargard zwischen die Fronten des Polnisch-Schwedischen Krieges, Soldaten beider Seiten zogen durch die Stadt.
Um 1670 gab es eine Zuwanderung von Hugenotten aus Frankreich. Infolge des Bevölkerungszuwachses wuchs die Stadt über ihren mittelalterlichen Kern hinaus, und es entstanden die Friedrich-Wilhelm-, Luise- und Jobstvorstadt. Die Nachteile des Übergangs der Hauptstadtfunktion an Stettin nach der Annexion Altvorpommerns durch Preußen 1720 konnte durch den nunmehr freien Zugang zur Oder nicht ausgeglichen werden. Im Jahr 1791 lebten in Stargard 5912 Personen, darunter 243 Juden. Damit lag der jüdische Bevölkerungsanteil in Stargard bei rund vier Prozent und war somit durchschnittlich drei Mal höher als in anderen Städten Hinterpommerns.

### 1800 bis in die Gegenwart
Vorübergehend wurde der Sitz der pommerschen Regierung während der französischen Besetzung Stettins von 1806 bis 1814 unter Blücher als Militärgouverneur wieder nach Stargard zurückverlegt.
Die preußische Regierung erhob 1818 anlässlich der Reorganisation der Territorialverwaltung Stargard zur Kreisstadt des Kreises Saatzig in der Provinz Pommern. 1846 wurde die Stadt an die 1848 fertiggestellte Bahnstrecke Stettin–Posen angeschlossen, 1859 erfolgte die Inbetriebnahme des Eisenbahnausbesserungswerks. Im Sommer 1866, als Stargard ca. 16.500 Einwohner zählte, starben hier etwa 500 Personen an der Cholera-Epidemie, die in Süd- und Westeuropa ausgebrochen war. Um Platz für die expandierende Wirtschaft zu schaffen, wurde 1869 die Stadtmauer zu großen Teilen abgerissen. Am Ende des Jahrhunderts hatte sich eine leistungsstarke Industrie angesiedelt, zu der Maschinen-, Lack- und Dachpappenwerke gehörten. Außerdem hatte sich die Provinzialobstbaumschule niedergelassen. Monatlich fanden Vieh- und Pferdemärkte und einmal jährlich ein Leinwandmarkt statt.
Das Stadttheater Stargard war ein Veranstaltungssaal im 19. und frühen 20. Jahrhundert.
Am Anfang des 20. Jahrhunderts war Stargard Sitz des Landgerichts Stargard sowie eines Landratsamts und hatte ein Gymnasium, eine Realschule und eine landwirtschaftliche Winterschule. Nachdem die Einwohnerzahl auf über 25.000 angestiegen war, erhielt die Stadt zum 1. April 1901 kreisfreien Status, behielt aber das Landratsamt für den Kreis Saatzig. In Stargard wurde die Regionalzeitung Stargarder Zeitung herausgebracht.
Um das Jahr 1930 hatte die Stadt eine Flächengröße von 42,1 km²; im Stadtgebiet gab es sieben Wohnorte:
1. Giesenfelde
2. Lindenhof
3. Mexiko
4. Stargard i. Pom.
5. Stuthof
6. Torfmoor
7. Wiesenwärterhaus

In allen Wohnorten zusammen standen 1965 Wohngebäude.
Als nach dem Ersten Weltkrieg viele Bewohner der an Polen verlorenen preußischen Provinzen Westpreußen und Posen zuzogen, wurde Stargard in der Amtszeit von Oberbürgermeister Albert Kolbe durch neue Siedlungen an der Peripherie bedeutend erweitert.
Um 1935 gab es in Stargard unter anderem über zwei Dutzend Gasthöfe, zwei Cafés, zwei Weinstuben, drei Kaufhäuser, acht Bankgeschäfte, zwei Molkereien, drei Mühlen, eine Mineralwasserfabrik, zwei Bierbrauereien, eine Essigfabrik, eine Dachpappenfabrik, eine Drahtzaunfabrik, ein Holzsägewerk, ein Kalksandsteinwerk, eine Karosseriefabrik, sieben Maschinenfabriken (darunter drei Landmaschinenfabriken), zwei Möbelfabriken, drei Metallgießereien, zwei Waagenfabriken, zwei Seifenfabriken, eine Ziegelei, über ein Dutzend Viehhandlungen und zahlreiche Handwerksbetriebe und Dienstleister.
Bis 1945 gehörte die Stadt Stargard zum Regierungsbezirk Stettin in der preußischen Provinz Pommern des Deutschen Reichs.
Am 6. Oktober 1944 wurde Stargard (Hauptziel Flugplatz) von 199 Bombern des Typs Boeing B-17 „Flying Fortress“ der United States Army Air Forces mit 493 Tonnen Bombenlast angegriffen.
Gegen Ende des Zweiten Weltkriegs wurde die Stadt Stargard zwischen dem 1. und 3. März 1945 durch sowjetische Bombenangriffe zu 70 Prozent zerstört. Am 4. März 1945 wurde sie von der Roten Armee besetzt. Im Sommer 1945 überließ die Sowjetunion Stargard zusammen mit ganz Hinterpommern der Volksrepublik Polen zur Verwaltung. Es wurde nun der Ortsname Stargard Szczeciński eingeführt. In der darauf folgenden Zeit begann die allmähliche Zuwanderung polnischer Migranten, die zum Teil im Zuge der Zwangsumsiedlung von Polen aus den ehemaligen polnischen Ostgebieten 1944–1946 vertrieben worden waren. Die einheimische Bevölkerung Stargards wurde von der örtlichen polnischen Verwaltungsbehörde über die Oder nach Westen vertrieben.
In der Nachkriegszeit wurde die Stadt wieder aufgebaut, und die wichtigsten Baudenkmäler, wie das Rathaus, wurden restauriert. Mit Wirkung vom 1. Januar 2016 wurde der Name der Stadt wieder auf Stargard festgesetzt.

### Demographie
| Jahr | Einwohner | Anmerkungen                                                                                    |
| ---- | --------- | ---------------------------------------------------------------------------------------------- |
| 1791 | 05912     | davon 243 Juden                                                                                |
| 1816 | 08156     | [ 14 ]                                                                                         |
| 1818 | 08156     | [ 15 ]                                                                                         |
| 1867 | 16.867    | [ 16 ]                                                                                         |
| 1871 | 17.280    | darunter 16.356 Evangelische, 339 Katholiken, 183 sonstige Christen und 402 Juden              |
| 1875 | 20.173    | [ 17 ]                                                                                         |
| 1880 | 21.816    | [ 17 ]                                                                                         |
| 1885 | 22.112    | [ 17 ]                                                                                         |
| 1890 | 23.785    | davon 1222 Katholiken und 583 Juden                                                            |
| 1905 | 26.907    | mit der Garnison (ein Grenadierregiment Nr. 9), davon 1387 Katholiken und 410 Juden            |
| 1910 | 27.551    | am 1. Dezember, davon 25.623 Evangelische, 1136 Katholiken und 346 Juden; 1758 Militärpersonen |
| 1925 | 32.545    | davon 30.149 Evangelische, 960 Katholiken und 297 Juden                                        |
| 1933 | 35.804    | davon 34.089 Evangelische, 1041 Katholiken, neun sonstige Christen und 251 Juden               |
| 1939 | 37.762    | davon 35.121 Evangelische, 1211 Katholiken, 365 sonstige Christen und 79 Juden                 |

Die Stadt Stargard umfasst ein Gebiet von 48 km² mit heute rund 70.000 Einwohnern. Hierzu gehört außer der Stadt noch die Ortschaft Kluczewo (Klützow).

## Wirtschaft
Auf einem bis 1992 betriebenen Militärflugplatz wurde ein Gewerbegebiet eingerichtet. Ansässige Unternehmen sind u. a. die japanische Firma Bridgestone und die finnische Firma Cargotec.

## Religionen
Die Bevölkerung von Stargard war seit der Reformation bis Kriegsende 1945 großmehrheitlich evangelisch. Am Anfang des 20. Jahrhunderts hatte Stargard vier evangelische Kirchen, eine katholische Kirche und eine Synagoge. Die 1913 errichtete Neue Synagoge an der Speicherstraße überstand in der Pogromnacht im November 1938 zwei Zerstörungsversuche und blieb als eines der wenigen jüdischen Gotteshäuser in Deutschland in dieser Nacht erhalten. Allerdings wurde kurz darauf die Decke der Synagoge gesprengt, was das Gebäude so stark beschädigte, dass es aus Sicherheitsgründen geschlossen werden musste. Das Gebäude wurde später abgerissen, aber die Nachbargebäude blieben stehen. Der Bestand an Kirchenbüchern der evangelischen Kirchspiele in Stargard reichte bis ins 17. Jahrhundert zurück.
Nach Kriegsende wurden die christlichen Kirchen von der polnischen Administration zugunsten der polnischen katholischen Kirche zwangsenteignet und vom polnischen katholischen Klerus ‚neu geweiht‘.
Die seit 1945 und Vertreibung der einheimischen Stadtbewohner anwesende polnische Einwohnerschaft ist überwiegend katholisch.
Die Kirche „Verklärung des Herrn“ in der ul. Nadbrzeżna gehört zur altkatholischen Gemeinde der Polnisch-Katholischen Kirche.

## Verkehr
In Stargard kreuzen sich die Landesstraßen 10 (droga krajowa 10) von Stettin nach Bydgoszcz (Bromberg) und 20 von Stargard nach Danzig. Die Straße 10 ist im Bereich von Stargard als Schnellstraße S10 eine Umgehungsstraße.
Stargard ist ein Eisenbahn-Knotenpunkt mit einem Bahnhof an der Bahnstrecke Poznań–Szczecin (Posen–Stettin), der Endpunkt der Bahnstrecke Gdańsk–Stargard (Danzig–Stargard) ist und Ausgangspunkt der meterspurigen Saatziger Kleinbahnen war.

## Sehenswürdigkeiten

### Bauwerke
Trotz der schweren Zerstörungen im Zweiten Weltkrieg und dem folgenden Wiederaufbau, der sich auf die Wahrzeichen der Stadt beschränkte und ansonsten mit zweckmäßiger Blockbebauung auf neuem Straßennetz die historische Struktur der Altstadt zerstörte, erinnern noch zahlreiche Baudenkmäler der Backsteingotik an die Architektur der alten Hansestadt.

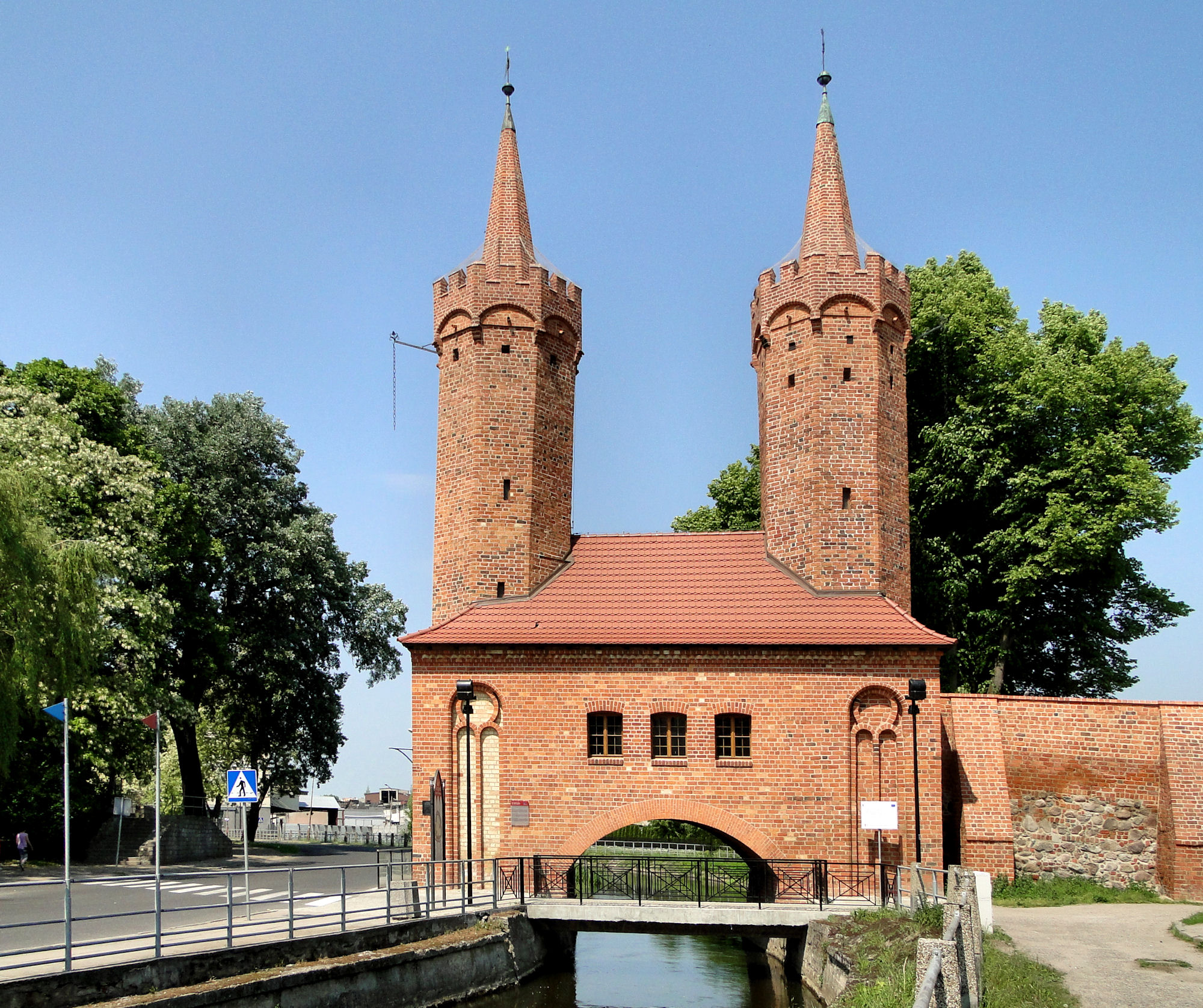
Mühlentor

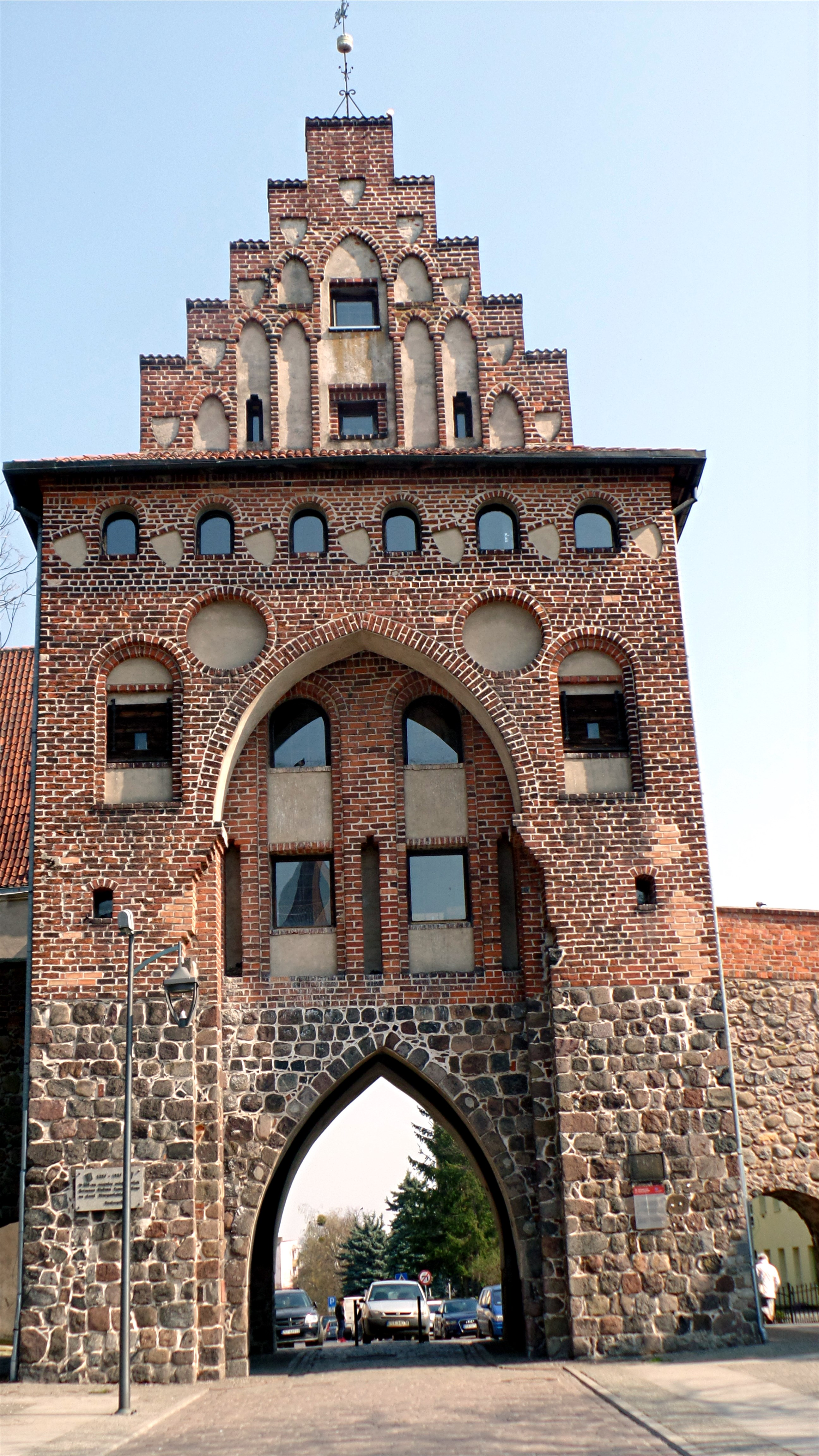
Pyritzer Tor

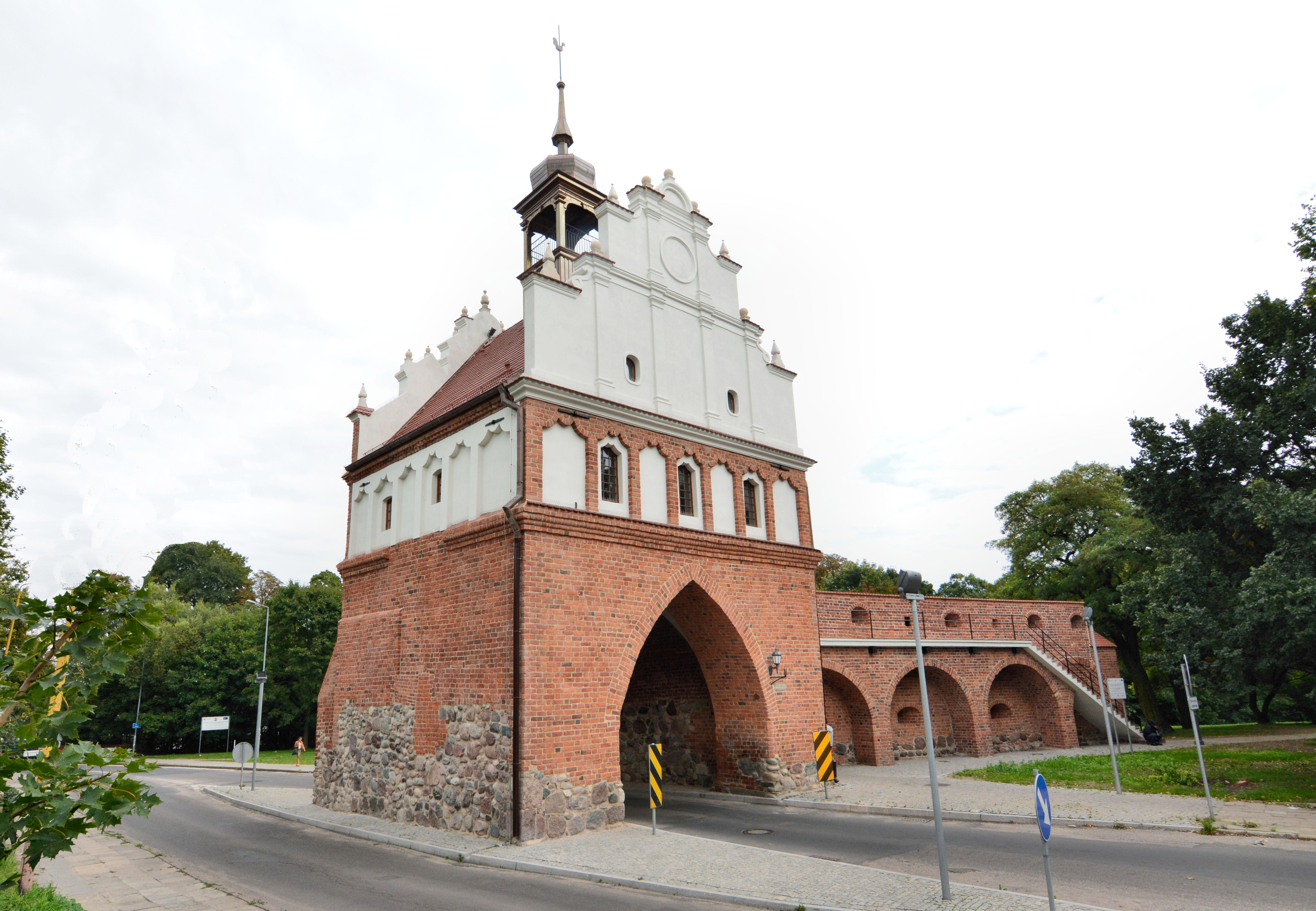
Walltor

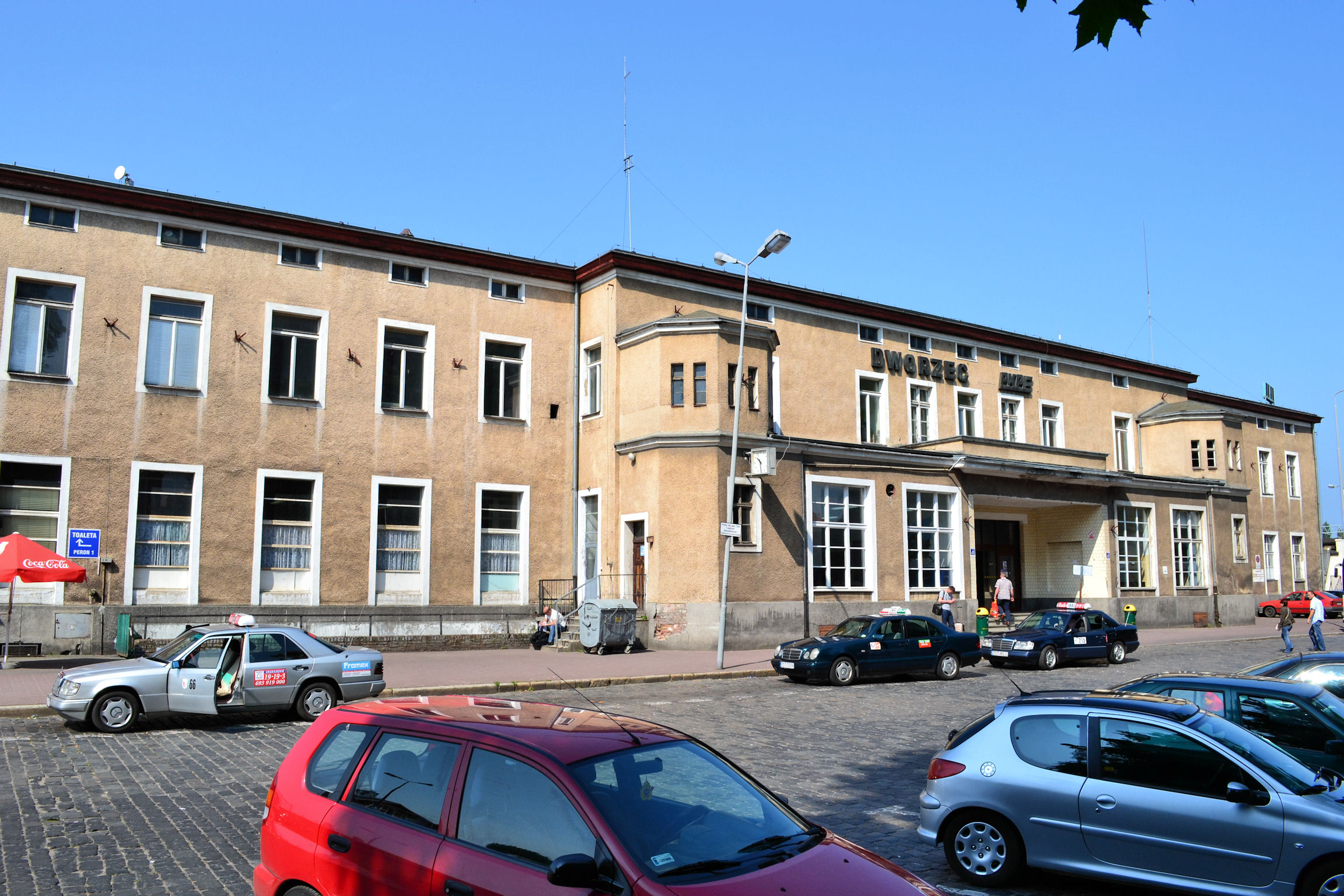
Bahnhof Stargard

- Die größte Kirche Pommerns ist die Stadtpfarrkirche St. Marien, eine dreischiffige gotische Backsteinbasilika mit Sterngewölben.
- Die spätgotische Johanniskirche ist eine dreischiffige Hallenkirche. Nach dem Baubeginn im 13. Jahrhundert erhielt sie ihre gegenwärtige Gestalt im 15. Jahrhundert. Die Grundsteinlegung des Turms erfolgte 1408; der Turm stürzte 1697 ein und wurde bis 1699 wieder aufgebaut.[23] Der Turm ist mit der Stargarder Blende verziert und erhielt in den Jahren 1892–1893 einen neuen Turmhelm, was ihn auf 99 m erhöhte. Im Chorumgang findet sich ein in Pommern einzigartiges Zellengewölbe der Kapellen.
- Die neogotische Heilig-Geist-Kirche geht auf eine in das 14. Jahrhundert datierte Vorgängerkapelle zurück.
- Die Kirche St. Peter und Paul der Polnisch-Orthodoxen Kirche wurde von 1889 bis 1890 aus roten Backsteinen im neugotischen Stil als Christuskirche der evangelisch-reformierten Gemeinde erbaut. Sie dient seit 1953 der orthodoxen Gemeinde.
- Die Kirche der Verklärung der Polnisch-Katholischen Kirche wurde Ende des 19. Jahrhunderts im neugotischen Stil für die Gemeinde der Altkatholiken erbaut. 1984 wurden die zwei westlichen Joche der Kirche beseitigt und eine neue Westfassade geschaffen.
- Die Heilig-Kreuz-Kirche im Ortsteil Kluczewo (Klützow) wurde in der ersten Hälfte des 15. Jahrhunderts im gotischen Stil aus Feldsteinen und Ziegeln erbaut. Im Untergeschoss des Turms befindet sich ein Spitzportal. Die Fassaden des Turms sind mit zwei Blenden geschmückt, die der Marienkirche in Stargard nachempfunden sind.
- Wichtigster Profanbau ist das Renaissancerathaus aus dem 16. Jahrhundert. Dessen Marktfassade wird von einem geschwungenen, mit einer reichen, der Gotik verpflichteten Maßwerkverzierung gefüllten Stufengiebel eingenommen. Das übrige Erscheinungsbild, wie der rückwärtige Volutengiebel zeigt eine schlichtere Renaissance. Daneben die barocke Alte Wache.
- Das Zeughaus wurde um 1500 errichtet
- Die Stadtbibliothek ist seit 1973 im wiederaufgebauten Rohlederhaus ansässig, einem Renaissancegebäude aus dem 16. Jahrhundert.
- Ein bedeutender spätgotischer Bau ist das ehem. Haus zum Protzen aus dem 15. Jahrhundert, dessen vierachsiger Giebel bereits Voluten zeigt.
- Die mittelalterliche Stadtbefestigung ist heute noch an der über einen Kilometer langen Stadtmauer, den vier Stadttoren sowie vielen Türmen wie dem Weißkopf nachzuvollziehen. Das zweitürmige Mühlentor ist über die Ihna gebaut. Die übrigen Tore sind turmlos, dafür verfügt das Pyritzer Tor über einen gotischen, das Walltor über einen Renaissancegiebel – schlicht ist dagegen die heutige Gestalt des Johannistors. Weitere Relikte der Stadtbefestigung sind die beiden über 30 Meter hohen, rund gestaffelten Türme Rotes Meer und Eisturm aus dem 15. sowie der Weißkopf aus dem 13./14. Jahrhundert, der aus einem quadratischen Grundriss in eine runde Form übergeht.

### Museen
Das Museum für Archäologie und Geschichte ist das einzige Museum in Stargard und befindet sich am Altstädter Ring.

### Einstige Sendeanlage des polnischen Rundfunks
Bis 1998 betrieb der Auslandsdienst des polnischen Rundfunks bei 15°7' östlicher Länge und 53°18' nördlicher Breite eine Sendeanlage für Mittelwelle (Sendefrequenz: 1503 kHz, Sendeleistung: 300 kW). Die beiden Antennenmaste der Anlage sind inzwischen abgebaut.

## Politik

### Stadtpräsident
An der Spitze der Stadtverwaltung steht der Stadtpräsident. Seit 2017, als er zum Nachfolger des verstorbenen langjährigen Amtsinhabers Sławomir Pajor gewählt wurde, ist dies Rafał Zając, der mit seinem eigenen Wahlkomitee, das von der Vereinigung Stargard XXI, der Liga des Kreises Stargard, der Nowoczesna und der „Solidarność“ Westpommern unterstützt wurde, antritt. Bei der turnusmäßigen Wahl im April 2024 wurde er ohne Gegenkandidaten mit 84,5 % der Stimmen wiedergewählt. Die turnusmäßige Wahl im Oktober 2018 führte zu folgenden Ergebnis:
- Rafał Zając (Wahlkomitee Rafał Zając) 82,4 % der Stimmen
- Krzysztof Kozłowski (Prawo i Sprawiedliwość) 11,6 % der Stimmen
- Edyta Domińczak (Wahlkomitee „Edyta Domińczak – parteilos“) 4,1 % der Stimmen
- Wojciech Seredyński (Wahlkomitee „Linke Vereinigung – Unser Stargard“) 1,9 % der Stimmen

Damit wurde Zając bereits im ersten Wahlgang für eine weitere Amtszeit wiedergewählt.

### Stadtrat
Der Stadtrat umfasst 23 Mitglieder, die direkt gewählt werden. Die Wahl im April 2024 führte zu folgenden Ergebnis:
- Wahlkomitee Rafał Zając 41,9 % der Stimmen, 12 Sitze
- Prawo i Sprawiedliwość (PiS) 22,8 % der Stimmen, 5 Sitze
- Koalicja Obywatelska (KO) 22,5 % der Stimmen, 6 Sitze
- Lewica 5,3 % der Stimmen, kein Sitz
- Wahlkomitee „Verwaltungskoalition für LokaleVerwaltung“ 4,5 % der Stimmen, kein Sitz
- Konfederacja und unabhängige lokale Verwaltungen für Pommern 2,9 % der Stimmen, kein Sitz

Die Wahl im Oktober 2018 führte zu folgendem Ergebnis:
- Wahlkomitee Rafał Zając 61,1 % der Stimmen, 17 Sitze
- Prawo i Sprawiedliwość (PiS) 20,6 % der Stimmen, 4 Sitze
- Wahlkomitee „Linke Vereinigung – Unser Stargard“ 9,8 % der Stimmen, 1 Sitz
- Wahlkomitee „Edyta Domińczak – parteilos“ 8,5 % der Stimmen, 1 Sitz

### Städtepartnerschaften
- Elmshorn (Deutschland, Schleswig-Holstein)
- Saldus (Lettland)
- Slagelse (Dänemark)
- Stralsund (Deutschland, Mecklenburg-Vorpommern)
- Wijchen (Niederlande)

Stargard ist Mitglied der Neuen Hanse.

## Persönlichkeiten

### Ehrenbürger
- Schornsteinfegermeister Dallmer, erster Stadtverordneter nach Einführung der Steinschen Städteordnung, über 50 Jahre ehrenamtliche Tätigkeit[28]
- Otto von Bismarck (1815–1898), Reichskanzler, 1892
- Paul von Hindenburg (1847–1934), Generalfeldmarschall und Politiker, 1918
- Rudolf Havenstein (1857–1923), in der Stadt aufgewachsen, Präsident der Reichsbank
- Hugo de Witt, Justizrat, Rechtsanwalt und Notar[29]
- Kazimierz Majdański (1916–2007), Erzbischof von Stettin-Cammin
- Piotr Mync (* 1956), Vize-Stadtpräsident von Stettin und Stargard

### Söhne und Töchter der Stadt

#### Bis 1800
- Joachim Conradi, Kirchenrechtler, wirkte im 15. Jahrhundert an der Universität Greifswald
- Thomas Mevius (1524–1580), Rechtsgelehrter und Hochschullehrer
- Jacob Runge (1527–1595), evangelischer Theologe, Generalsuperintendent von Pommern-Wolgast
- Jakob Faber (1537–1613), evangelischer Theologe, Generalsuperintendent von Pommern-Stettin
- Valentin Schacht (1540–1607), evangelischer Theologe, Professor und Pastor in Rostock
- David Willmann (1550–1591), evangelischer Theologe, Professor in Greifswald
- Peter Gröning (1561–1631), Bürgermeister, Stifter des Gröningschen Collegiums
- Daniel Crüger (1639–1711), Mediziner und Poet
- Paul von Brandt (1650–1697), kurbrandenburgisch-preußischer Generalmajor
- Ehrenreich Boguslaw von Creutz (≈1670–1733), preußischer Staatsminister und Kabinettssekretär
- Bogislaw Bodo von Flemming (1671–1732), brandenburgischer Generalleutnant
- Johann Gottlieb Bötticher (1677–1762), Mediziner, in Kopenhagen tätig
- Laurentius David Bollhagen (1683–1738), evangelischer Theologe, Generalsuperintendent in Vor- und Hinterpommern
- Johann Samuel Hering (1683–1752), Jurist, Historiker und Gymnasialprofessor
- Emanuel von Schöning (1690–1757), preußischer Generalmajor, Chef des Infanterieregiments Nr. 46 und Amtshauptmann in Köslin
- Philipp Joachim von Roman (1702–1786), Generalleutnant im Siebenjährigen Krieg
- Balthasar Otto Flesche (≈1712–1750), deutscher Jurist, Bürgermeister und städtischer Landrat
- Friedrich Wilhelm von der Osten (1721–1786), Privatgelehrter, Sammler und Genealoge
- Wilhelm Friedrich Leopold von Borcke (1737–1787), preußischer Landrat
- Johann Heinrich Albert von Doeberitz (1738–1811), preußischer Generalmajor
- Johann Heinrich Ludwig Meierotto (1742–1800), Geograph und Pädagoge, Rektor des Joachimsthalschen Gymnasiums in Berlin
- Joel Asch (1745–1810), jüdischer Gelehrter und Rabbiner
- Andreas Jakob Hecker (1746–1819), evangelischer Pfarrer und Pädagoge
- Friedrich Georg Ludwig von Borcke (1747–1813), preußischer Landrat
- Peter Johann Hecker (1747–1835), Mathematiker und Hochschullehrer, Rektor der Universitäten in Bützow und Rostock
- Gotthilf Samuel Hecker (1753–1825), Lehrer und Theologe
- Christian Voß (1762–1832), evangelischer Geistlicher
- Karl Friedrich Müchler (1763–1857), Schriftsteller
- Carl Wilhelm Friedrich Grattenauer (1773–1838), Jurist und Schriftsteller
- August Wilhelm Heidemann (1773–1813), Jurist und Oberbürgermeister von Königsberg
- Ernst von Borcke (1774–1838), preußischer Generalmajor im Ingenieurkorps
- Karl August Ferdinand von Borcke (1776–1830), preußischer General, erster Ritter des Eisernen Kreuzes
- Ludwig Hain (1781–1836), Schriftsteller und Lexikonredakteur
- Tido von Hagen (1785–1858), preußischer General der Infanterie, zuletzt Kommandant von Stettin
- Friedrich von Blankenburg (1786–1850), preußischer Generalleutnant, zuletzt Kommandeur der 9. Kavallerie-Brigade
- Wilhelm Friedrich Fürchtegott von Bonin (1786–1852), Oberpräsident der preußischen Provinz Pommern
- Albert Otto von Wedel-Parlow (1793–1866), preußischer Landrat des Kreises Angermünde

#### 19. Jahrhundert
- Karl Otto von Raumer (1805–1859), preußischer Regierungspräsident und Kultusminister
- Ludwig von Korth (1811–1876), preußischer Generalleutnant
- Ferdinand Spickermann (1812–1880), Arzt, bedeutender Grundbesitzer in Berlin
- Friedrich Thurau (1812–1888), Landschaftsmaler
- Ludwig Ferdinand Wilhelmy (1812–1864), Chemiker und Physiker, Privatgelehrter in Berlin
- Rudolph von Dewitz (1815–1863), Verwaltungsjurist, Landrat des Kreises Landsberg (Warthe).
- Carl Theodor Schmidt (1817–1887), Lehrer und Politiker (DFP), MdR
- Burkhard von Schmeling (1823–1902), preußischer Generalleutnant, zuletzt Kommandant von Danzig
- Wilhelm von Knobelsdorff (1825–1908), preußischer Generalmajor und Heraldiker
- Adolf von Nickisch-Rosenegk (1836–1895), Verwaltungsbeamter und Parlamentarier, Landrat des Kreises Saatzig
- August von Dewitz (1836–1887), Geistlicher, Missionsdirektor der Herrnhuter Brüdergemeine
- Paul von Schmidt (1837–1905), preußischer Generalmajor und Militärschriftsteller
- Emil Hasenjäger (1838–1915), Architekt und Baubeamter der Schinkelschule
- Emil von Meerscheidt-Hüllessem (1840–1923), preußischer General der Infanterie, Kommandierender General des XV. Armee-Korps
- Hermann Maas (1842–1886), Chirurg und Hochschullehrer
- August von Schmeling (1843–1910), preußischer Generalmajor, Kommandeur der 24. Infanterie-Brigade
- Ludwig von Massow-Parnehnen (1844–1914), preußischer Offizier und Mitglied des Deutschen Reichstags
- Richard von Hartwig (1849–1917), Schriftsteller
- Paul Kohli (1850–1907), Verwaltungsjurist, Oberbürgermeister von Thorn
- Adolf Lesser (1851–1926), Mediziner, Professor an der Universität Breslau
- Hans von Cranach (1855–1929), preußischer Offizier, Burghauptmann der Wartburg
- Max von Stojentin (1861–1918), Chemiker, Volkswirt, Regionalhistoriker von Hinterpommern
- Wilhelm Lucas von Cranach (1861–1918), Schmuckdesigner des Jugendstils
- Georg Joachimsthal (1863–1914), Orthopäde in Berlin
- Otto Gruson (1863–1929), Industrieller und Abgeordneter
- Ernst Vicenz (1865 – n. 1925), Architekt und Philatelist
- Oscar Levy (1867–1946), deutsch-britischer Arzt, Philosoph und Nietzsche-Forscher
- Max Levy (1869–1932), Fabrikant (AEG)
- Friedrich Giese (1870–1944), Sprachwissenschaftler und Orientalist
- Wilhelm Jordan (1871–1927), Maler, Illustrator und Zeichenlehrer
- Paul Gossen (1872–1942), Unternehmer und Ingenieur im Bereich Elektrotechnik
- Conrad Heese (1872–1945), Jurist, Notar und Justizrat in Görlitz
- Paul Meder (1872–1949), Schriftsteller und Theologe
- Ernst Drahn (1873–1944), Archivar und Schriftsteller
- Max Berg-Ehlert (1875–1953), Theaterschauspieler und -intendant
- Werner von Blomberg (1878–1946), Generalfeldmarschall, Reichswehr- bzw. Reichskriegsminister
- Hans Nolpa (1878–1930), Maler, Zeichner und Illustrator
- Elfriede Feudel (1881–1966), Wegbereiterin der Rhythmik
- Martin Friedland (1881–1940), Komponist und Musikschriftsteller
- Erich Wende (1884–1966), Jurist und Ministerialbeamter, Leiter der Kulturabteilung im Bundesinnenministerium
- Carl Theodor Protzen (1887–1956), dMaler
- Fritz Raeck (1894–1968), Schullehrer und Schriftsteller
- Reinhard Perwitzschky (1896–1971), HNO-Arzt und Hochschullehrer
- Johannes Suckow (1896–1994), Psychiater und Neurologe, Direktor der Neurologischen Klinik der Universität Dresden
- Hans-Joachim Tapolski (1897–1966), Landrat, Seeoffizier und Ministerialdirigent
- Wilhelm Ladendorf (1898–1974), Politiker (SPD), Mitglied des Abgeordnetenhauses von Berlin
- Hasso von Wedel (1898–1961), Generalmajor und Leiter der Wehrmachtpropaganda
- Friedrich-Karl Schlünz (1900–1978), Chemiker und Hochschullehrer

#### 20. Jahrhundert
- Gustav Nass (1901–1995), Psychologe und Kriminologe
- Hans Prütz (1902–1972), Bildhauer
- Paul Schwebes (1902–1978), Architekt
- Hans-Joachim von Merkatz (1905–1982), Politiker (Deutsche Partei, CDU), Bundesminister
- Ehrhard Johann Martin Nimz (1905–1984), Verwaltungsjurist, Bürgermeister von Bitterfeld
- Curt Schmieden (1905–1991), Mathematiker, Professor an der TU Darmstadt
- Franz Wieacker (1908–1994), Privatrechtler und Rechtshistoriker
- Werner Dittschlag (1910–nach 1976), Schriftsteller
- Rudolf Wesenberg (1910–1974), Kunsthistoriker und Denkmalpfleger
- Gerd Niepold (1913–2007), kommandierender General des III. Korps
- Helmut Meinhold (1914–1994), Wirtschaftswissenschaftler, Vorsitzender des Sozialbeirats der Bundesrepublik Deutschland
- Alfred Voigt, Schriftsteller (Pseudonym: Alfred H. Vogt)[30]
- Hans Lewerenz (1915–2006), Maler, Grafiker und Bildhauer
- Kurt Blauhorn (1916–2006), Journalist und Sachbuchautor
- Friedrich Hitz (1918–1997), Maler
- Else Merke (1920–2005), Politikerin (DBD), Mitglied des Staatsrates der DDR
- Joachim Wolff (1920–2000), Schauspieler und Sprecher
- Günter Heyden (1921–2002), Geisteswissenschaftler, Direktor des Instituts für Marxismus-Leninismus beim ZK der SED
- Hartmut Goethe (1923–2020), Schiffs- und Tropenmediziner
- Werner Spitz (1926–2024), in den USA tätiger forensischer Pathologe
- Hans-Joachim Kornadt (1927–2023), Psychologe und Erziehungswissenschaftler
- Karl Lüneburg (1927–2014), Politiker (SPD), Mitglied der Bremischen Bürgerschaft
- Claus Biederstaedt (1928–2020), Schauspieler und Synchronsprecher
- Manfred Fanslau (* 1929), Generalleutnant des Heeres der Bundeswehr
- Werner Lange (1929–2014), Generalleutnant der Bundeswehr, Kommandierender General des II. Korps in Ulm
- Wolfgang Schumann (* 1929), Politiker (SPD), ehemaliger Landtagsabgeordneter in Rheinland-Pfalz
- Helmut Vogel (1929–1997), Physiker, Herausgeber des Lehrbuches Gerthsen Physik
- Dietrich Kerky (1930–2023), Schauspieler
- Robert Rehfeldt (1931–1993), Maler, Graphiker und Objektkünstler
- Hinrich Siuts (* 1932), Ethnologe
- Hinrich Baller (1936–2025), Architekt, Professor an der Hochschule für Bildende Künste Hamburg
- Hans-Jürgen Micheel (* 1936), Diplomat, Botschafter und Ständiger Delegierter der DDR bei der UNESCO
- Johann Peter Lüth (1937–2014), Architekt, Landeskonservator des Saarlandes
- Hans Brichzin (* 1938), Archivar und Autor, ehemaliger stellvertretender Leiter des Hauptstaatsarchivs Dresden
- Walter M. Sprondel (1938–2024), Soziologe, emeritierter Professor an der Universität Tübingen
- Annerose Akaike (1939–2011), deutsch-japanische Ärztin und Übersetzerin
- Klaus Grunenberg (* 1939), Lyriker und Autor
- Wolfgang Klatt (1939–2016), Politiker (SPD), MdBB
- Wolf Redl (1939–2010), Schauspieler und Regisseur
- Gottfried von Einem (* 1940), Hörspielregisseur und Autor
- Horst Hein (1940–1994), Politiker (SPD) und Landtagsabgeordneter
- Peter Karow (* 1940), Unternehmer, Erfinder und Softwareentwickler
- Udo Lumma (1941–2006), Politiker (SPD)
- Wilhelm von Boddien (* 1942), Geschäftsführer des Fördervereins für den Wiederaufbau des Berliner Schlosses
- Dietrich Lemke (* 1943), Pädagoge und Hochschullehrer
- Carlo von Tiedemann (1943–2025), Radio- und Fernsehmoderator
- Karin Nennemann (* 1944), Schauspielerin
- Gregor Rottschalk (* 1945), deutscher Liedtexter, Autor, Musikproduzent und Hörfunkmoderator
- Jolanta Sutowicz (1945), Schauspielerin und Festivalleiterin
- Bernard Kręczyński (* 1950), Radsportler
- Danuta Piecyk (1950–2011), Leichtathletin
- Przemysław Gintrowski (1951–2012), Liedermacher
- Sławomir Preiss (* 1952), Politiker, 1990–1998 Mitglied des Stadtrates von Stargard Szczeciński
- Jerzy Jankowski (* 1953), Politiker
- Arkadiusz Bąk (* 1974), Fußballspieler
- Marek Trejgis (* 1975), Fußballspieler
- Paweł Czapiewski (* 1978), Leichtathlet
- Anna Nowakowska (* 1980), Volleyballspielerin
- Margaret (* 1991), Popsängerin und Bloggerin

### Persönlichkeiten, die in der Stadt gewirkt haben
- Gregor Christian Martini (1672–1728), Lexikograph und Rechtsanwalt am Hofgericht zu Stargard
- Jakob Brunnemann (1674–1735), Jurist, Direktor des Schöppenstuhls zu Stargard
- Johann Wilhelm Michaelis (1677–1736), Kupferstecher, Schöpfer einer Pommernkarte
- Johann Christian Schöttgen (1687–1751), Theologe und Polyhistor, Rektor der Stadtschule
- Daniel Gottfried Werner (* 1695), Rektor am Collegium Groeningianum, Pfarrer zu St. Jakob
- Andreas Petrus Hecker (1709–1771), pietistischer Theologe und Reformpädagoge
- Hennow Ludwig von Barfus (~1720–1782), Bürgermeister und städtischer Landrat
- Samuel Tiefensee (1722–1810), Schriftsteller und Schulmann, Rektor der Stadtschule
- Karl Friedrich Vangerow (1723–1750), Verwaltungsbeamter, Stifter der Vangerowschen Realschule
- Gottfried Georgi (1731–1801), Kommunaljurist, Bürgermeister und städtischer Landrat
- Johann Daniel Wutsdorff (1748–1819), Kommunaljurist, Oberbürgermeister und städtischer Landrat
- Friedrich Otto Wichmann (1763 – nach 1791), Theologe und Schulmann, am Collegium Groeningianum
- Gotthilf Samuel Falbe (1768–1849), Direktor des Collegium Groeningianum
- Otto August Struve (1784–1847), Verwaltungsbeamter und Sachbuchautor, war von 1815 bis 1845 Stadtsyndikus von Stargard
- Friedrich von Balthasar (1777–1811), Vizepräsident von Pommern
- Christian von Stemann (1816–1882), Jurist und Diplomat, Staatsanwalt in Stargard
- Carl Freese (1807–1892), Philologe, Mitglied der Frankfurter Nationalversammlung
- Felix Boehmer (1851–1920), Jurist und Mitglied des Preußischen Abgeordnetenhauses, Autor stadtgeschichtlicher Abhandlungen
- Paul Gerber (1854–1909), Physiker, Gymnasiallehrer in Stargard
- Richard Schroeder (1856–1908), Oberbürgermeister von Stargard
- Otto Dross (1861–1916), Schriftsteller, Gymnasiallehrer in Stargard
- Fritz Herbert (1860–1925), Politiker (SPD) und Konsumgenossenschafter, wirkte zeitweise in Stargard
- Martin Wehrmann (1861–1937), Historiker und Gymnasialdirektor
- Ludwig Hamann (1867–1929), Schriftsteller, Journalist und Schriftleiter der Stargarder Zeitung
- Albert Kolbe (1871–1941), Oberbürgermeister von Stargard

## Gmina Stargard
Angrenzende Landgemeinde, siehe Hauptartikel Gmina Stargard

### Schrifttum zur Stadtchronik
- Stargard, Kreisstadt des Kreises Saatzig und Stadtkreis, an der Ihna, Provinz Pommern. In: Meyers Gazetteer, mit Eintrag aus Meyers Orts- und Verkehrslexikon, Ausgabe 1912, sowie einer historischen Landkarte der Umgebung von Stargard (meyersgaz.org).
- Paul Schulz (Hrsg.): Der Kreis Saatzig und die kreisfreie Stadt Stargard – Ein pommersches Heimatbuch. Rautenberg, Leer 1984.
- Felix Boehmer: Geschichte der Stadt Stargard in Pommern. Stargard, 1903/1904.
  - Band 1: Geschichte der Stadt im Mittelalter – mit Karten, Stadtplänen und Abbildungen von städtischen Wehrbauten, kirchlichen Bauten, des Rathhauses, des Stadtsiegels und städtischer Münzen. F. Hendess, Stargard in Pommern, 1903, urn:nbn:de:gbv:9-g-4900332.
  - Band 2: Geschichte der Stadt im 16. und 17. Jahrhundert. F. Hendess, Stargard in Pommern, 1904, urn:nbn:de:gbv:9-g-5273881.
- Johannes Hinz: Pommern. Wegweiser durch ein unvergessenes Land. Bechtermünz, Augsburg 1996, ISBN 3-86047-181-3.
- Michael Rademacher: Provinz Pommern – Landkreis Stargard. Online-Material zur Dissertation, Osnabrück 2006. In: eirenicon.com.
- Martin Zeiller: Stargard. In: Matthäus Merian (Hrsg.): Topographia Electoratus Brandenburgici et Ducatus Pomeraniae (= Topographia Germaniae. Band 13). 1. Auflage. Matthaeus Merians Erben, Frankfurt am Main 1652, S. 98–101 (Volltext [Wikisource]).
- Ludwig Wilhelm Brüggemann: Ausführliche Beschreibung des gegenwärtigen Zustandes des Königl. Preußischen Herzogthums Vor- und Hinter-Pommern. Teil II, Band 1: Beschreibung der zu dem Gerichtsbezirk der Königl. Landescollegien in Stettin gehörigen Hinterpommerschen Kreise. Stettin 1784, S. 170–207; (Google Books) (Textarchiv – Internet Archive).
- Heinrich Berghaus: Landbuch des Herzogtums Pommern – Schilderung der Zustände dieser Lande in der zweiten Hälfte des 19. Jahrhunderts. Teil II, Band 4: Saatziger Kreis, insbesondere Stadt Stargard, Anklam 1867, S. 620–814; Textarchiv – Internet Archive – S. 815–836; Textarchiv – Internet Archive.
- Gottlieb Christian Teske: Geschichte der Stadt Stargard. Stargard 1843; Textarchiv – Internet Archive.
- Christian Schöttgen: Die Vorspiele der Stargardischen Reformation, das ist Zeugnisse der Wahrheitt, welche mitten im Papstthum von einigen erkannt und an den Tag geleget werden, aus den Documenten der Stargardischen Kirchen-Historie, bey Gelegenheit des andern absonderlichen Jubel-Festes, welches den 26. Decembr. 1724 gefeyert worden, zusammen gesuchet, und zur Ehre des heiligen Gottes, auch einiger Erbauung seiner Kirchen, an den Tag geleget. Stargard 1724 (Digitalisat).